# Панкейк
Панкейк (англ. pancake, також англ. hotcake, англ. griddlecake або англ. flapjack) — млинець або плаский пиріг, часто тонкий і круглий, приготований з крохмального рідкого тіста, що може містити яйця, молоко і масло, і готується на гарячій поверхні, такій як сковорода або гридль (поверхня для смаження), часто обсмажуються на олії або вершковому маслі. Це різновид виробу з тіста. Археологічні дані свідчать про те, що млинці, ймовірно, їли в доісторичних суспільствах.
Форма та структура панкейків різняться у всьому світі. У Сполученому Королівстві млинці тонкі (зазвичай без розпушувача) і нагадують креп. У Північній Америці використовують розпушувач (як правило, пекарний порошок), що створює товстий пухнастий панкейк. Креп — це тонкий бретонський млинець французького походження, який готується з однієї або обох сторін на спеціальній сковороді або млинниці, щоб отримати мереживо дрібних бульбашок. Відома варіація, що походить із південно-східної Європи, — це палачінке (аналог налисників), тонкий вологий млинець, обсмажений з обох боків і наповнений джемом, вершковим сиром, шоколадом або меленими волоськими горіхами, але також можна використовувати багато інших начинок — солодких чи солоних.
Коли картопля використовується як основна частина тіста, в результаті виходять деруни. У деяких країнах продаються фабрично приготовані суміші для млинців. Коли маслянка використовується замість молока або на додаток до нього, панкейк набуває трохи кислуватий смак і стає відомим як панкейк на маслянці, що поширений у Шотландії та США. Гречане борошно можна використовувати в тісті для млинців, створюючи різновид гречаних млинців.
Панкейки можна подавати в будь-який час дня або року з різноманітними топінгами або начинками, але в різних регіонах з'явились усталені асоціації з певним часом дня і певними топінгами. У Північній Америці панкейки зазвичай вважаються стравою для сніданку і виконують таку ж функцію, що й вафлі.
У Британії та країнах Співдружності вони асоціюються з Масним вівторком, широко відомим як «Панкейк день», коли історично склалося, що швидкопсувні інгредієнти повинні були бути використані перед періодом посту.

## Історія
Стародавні греки готували млинці, які називалися тагеніти τηγανίτης (tēganitēs), ταγηνίτης (tagēnitēs) або ταγηνίας (tagēnias), всі слова походять від τάγηνον (tagēnon) «сковорідка». Найдавніші засвідчені згадки про тагеніти є у творах поетів V століття до нашої ери Кратіна і Магнеса. Тагеніти готували з пшеничного борошна, оливкової олії, меду та кислого молока і подавали на сніданок. Іншим видом млинців був стаітітас σταιτίτης (staititēs), від σταίτινος (staitinos), «з борошна або тіста з полби», походить від σταῖς (stais), «борошно з полби». Афіней згадує у своїй Deipnosophistae стаітітас з медом, кунжутом і сиром.
Середньоанглійське слово панкейк (pancake) з'являється в англійській мові в XV столітті.
Стародавні римляни називали свої смажені вироби alia dulcia, що на латині означає «інші солодощі». Вони значно відрізнялися від того, що сьогодні називають «панкейки».

## Регіональні варіації

### Африка

#### Африканський ріг

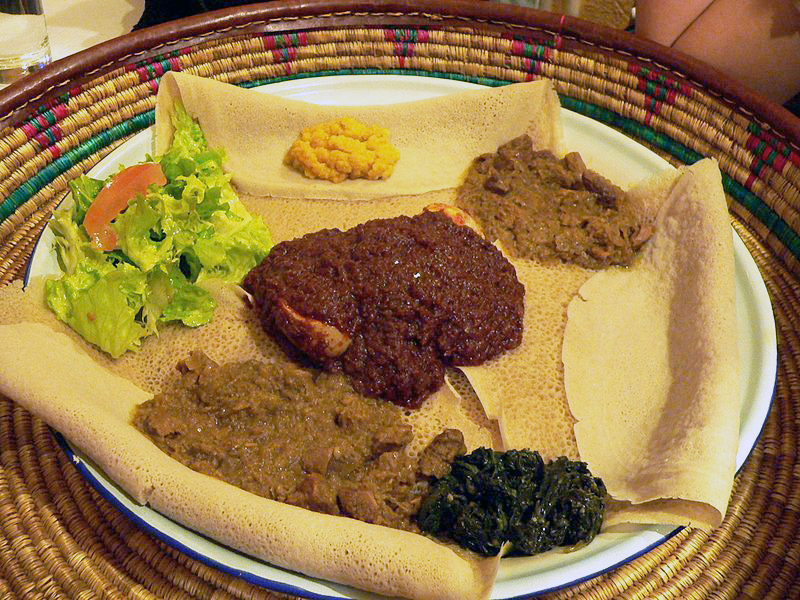
Ця страва з інджери та кількох видів ват або цебхі (тушкована страва) є типовою для ефіопської та еритрейської кухні.

Млинці на Африканському Рогу (Джибуті, Еритрея, Ефіопія та Сомалі) знані як инджера (injera)(іноді транслітерується як енджера, будена (оромо) або канджееро (сомалі)). Инджера — це плаский корж на дріжджах з унікальною, злегка губчастою текстурою. Традиційно його виготовляють з борошна теф і є національною стравою в Ефіопії та Еритреї. Канджєро, також знаний як лахух або лахох, схожий вид плаского коржа, який їдять у Сомалі та Ємені.

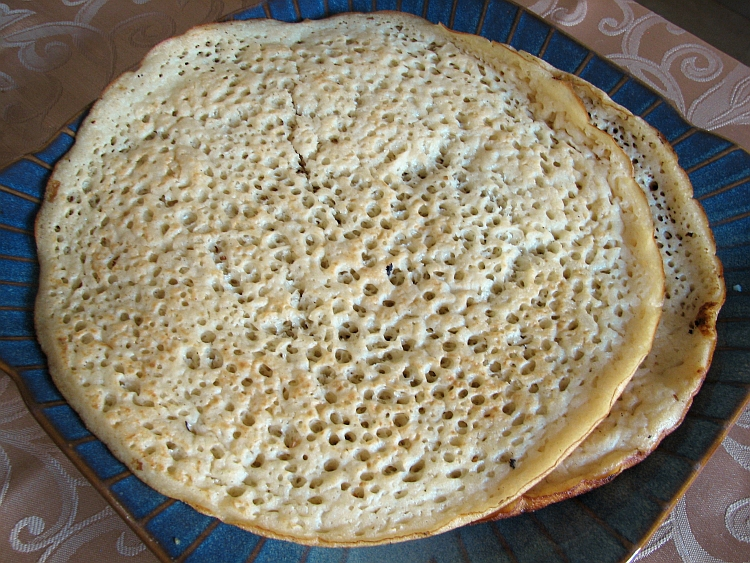
Лахох є основним харчовим продуктом в Сомалі, Джибуті та Ємені.

В Еритреї та Ефіопії інджеру зазвичай подають з одним або кількома тушкованими стравами, відомими як ват, або з салатами (особливо, наприклад, під час ефіопського православного посту) або з іншою інджерою (інджера фірфір). Правою рукою відривають маленькі шматочки від інджери, щоб підбирати й їсти рагу чи салати. Інджера під цими тушкованими стравами вбирає соки та смаки, а після споживання рагу та салатів також споживається. Таким чином, інджера використовується одночасно як їжа, приладдя і тарілка. Коли «скатертина», утворена інджерою, закінчена, трапеза завершена.
Лахох — це хліб у формі млинця, який походить із Сомалі, Джибуті та Ємену. Його часто їдять разом з медом, топленим маслом і чаєм . Під час обіду лахох іноді вживають з каррі, супом або тушениною.

#### Кенія
У Кенії панкейки їдять на сніданок як альтернативу хлібу. Їх подають окремо, цукор додають у тісто, щоб підсолодити їх. Кенійські млинці схожі на англійські млинці та французькі крепи.

#### Південна Африка
Панкейк у Південній Африці — це тонкий млинець креп. На африкаанс він знаний як панекоек (множина панекоеке) і традиційно його готують на газових плитах і їдять у сирі та холодні дні. Панекоеке зазвичай подають із цукром зі смаком кориці (а іноді й лимонним соком), якому дають розчинитися й розм'якшити їх, або, якщо потрібно зберегти їх хрустку текстуру, їдять одразу. Вони є основним продуктом на святі голландської реформатської церкви.
Плааткоекіс (дослівно «тарілкове печиво») — це панкейки «срібний долар» в американському стилі.

#### Уганда
В Уганді панкейки готують з бананами (один з основних харчових продуктів країни) і зазвичай подають як сніданок або перекус.

### Східна Азія

#### Китай
Китайські панкейки можуть бути як солоними, так і солодкими, і зазвичай готуються з густого тіста, радше ніж з рідкого тіста. Тісто переважно складається з води, борошна та рослинної олії.
Страву можна подавати як гарнір, часто разом з качкою, або як закуску, додавши зелену цибулю разом із гострим і кислим соусом.

#### Японія

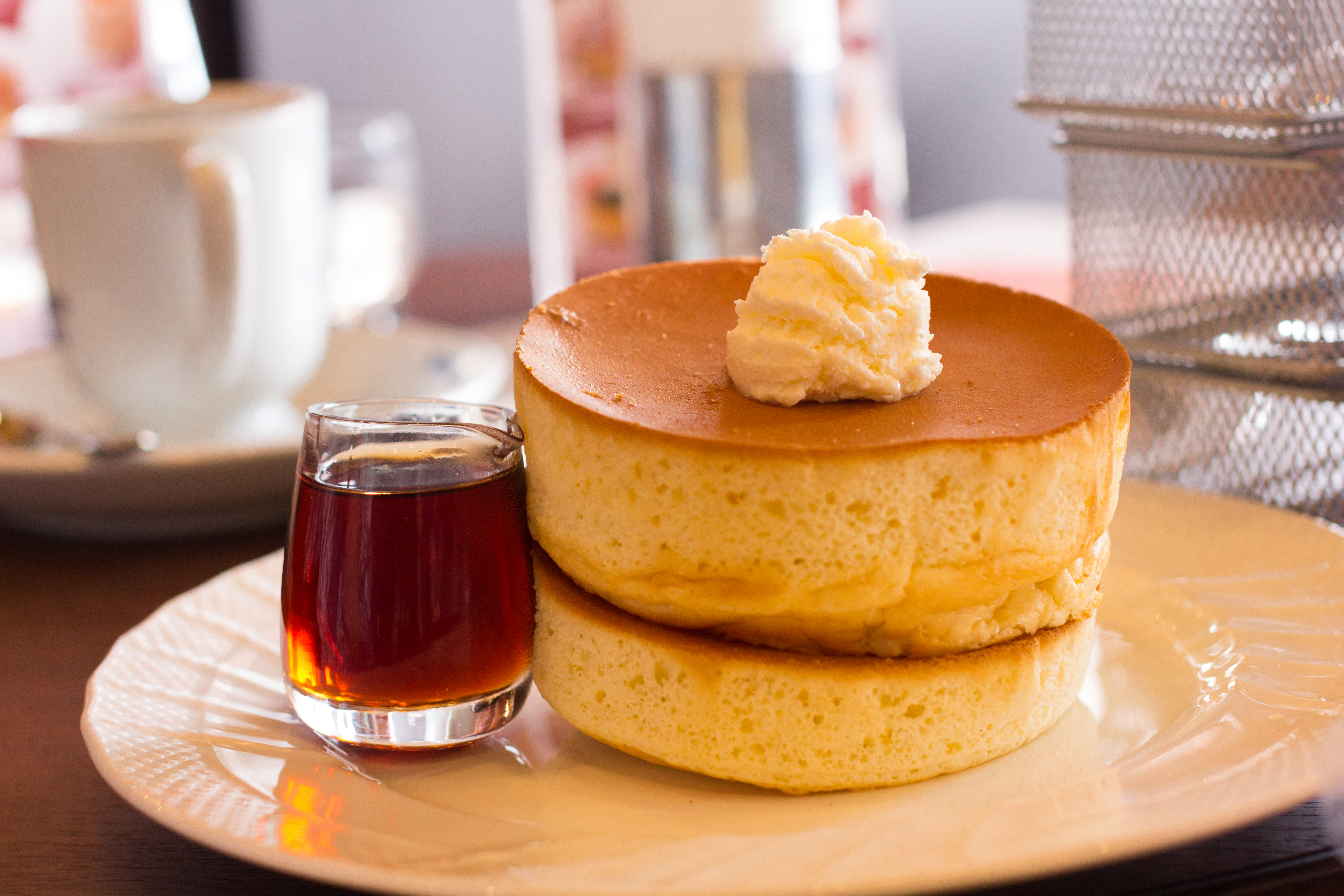
Суфле в японському стилі

В Японії окономіякі готують з борошна, яєць, капусти та різноманітних інгредієнтів. Оякі — це панкейки, які часто фаршировані анко, баклажанами. Дораякі — це різновид сендвіча з млинців у західному стилі та анко. Солодкі крепи також дуже популярні.
Японці також створили панкейки, приготовані у стилі суфле, які вищі й більш пухкі, ніж американські панкейки, які слугували натхненням, і присутні у Сінгапурі, Торонто, Австралії та Об'єднаному Королівстві.

#### Корея
У Кореї панкейки включають солоний бучімгае (корейські панкейки) і джеон (начинка у рідкому тісті або яйці і смажені у олії), біндае-теок (панкейки з бобів маш), а також солодкий хоттеок (солодкий панкейк з начинкою). Їх можна подавати в будь-який час дня як гарнір або просто як закуску. Варіанти страв використовують кляр для приготування овочів, м'яса або риби у фритюрі.

### Південна Азія

#### Індія
В Індії багато стилів панкейків. Варіації залежать від смаку основного використовуваного інгредієнта. Всі вони виготовлені без використання розпушувача.
Панкейки, приготовані в північно-індійському стилі, знані як чила. Солодка чила готується з використанням цукру або джагері з кляром на основі пшеничного борошна. Північноіндійські солоні панкейки готуються з тіста, приготованого з сочевичного борошна або зеленої сочевичної пасти (муунг даал), а іноді прикрашаються паніром, сиром.
Доса, аппам, нір доса і уттапам — це панкейки, приготовані в південно-індійському стилі. Їх готують шляхом ферментації рисового тіста і бобів урад (чорна сочевиця), змішаних з водою. Мита пуда — солодкі млинці, які часто їдять з солоними огірками та чатні — є поширеною їжею для сніданку в Пенджабі . Більшість піта в Ассамі — це види панкейків, які подають у таких випадках, як свята Біху. Бенгальський напівсолодкий панкейк паті-шапта фарширується тертим кокосом або згущеним молоком.
У Західній Індії популярний мультізерновий таліпіз. У Гоа традиційний креп, знаний як алебеле або алле белле, їдять під час чаювання. Зазвичай він наповнений джаггері і кокосом.
У Східній Індії малпуас іноді готують у вигляді панкейків.
У деяких регіонах Середньої Індії тонкі зелені Чилас виготовляють з пасти з листя імбиру або часнику та тіста з рисового борошна . Інші інгредієнти включають сіль, насіння куміну, зелений чилі, олію, листя каррі та листя коріандру.

#### Непал
У Непалі народність Невар вживає несолодкий рисовий панкейк під назвою чатаамарі, який готують з м'ясом або яйцями. Ця страва також знана як Піца Неварі, оскільки її подають і їдять так само, як американську піцу.
Крім того, що готується з м'ясом чи яйцями, страву можна подавати окремо.

#### Пакистан
У пакистанській кухні рішікі — це панкейки, трохи товщі, ніж крепи, які готують з цільнозернового борошна, води та яєць і зазвичай подають з медом. Їх широко вживають на крайній півночі і є основним продуктом кухні Читралі.

### Південно-Східна Азія
Бананові панкейки є пунктом меню в кафе, орієнтованих на туристів у Південно-Східній Азії. Це дало початок терміну Banana Pancake Trail або Banana Pancake Circuit, що вказує на зростаючі маршрути, якими подорожують туристи через Малайзію, Таїланд, Камбоджу та В'єтнам.

#### Індонезія

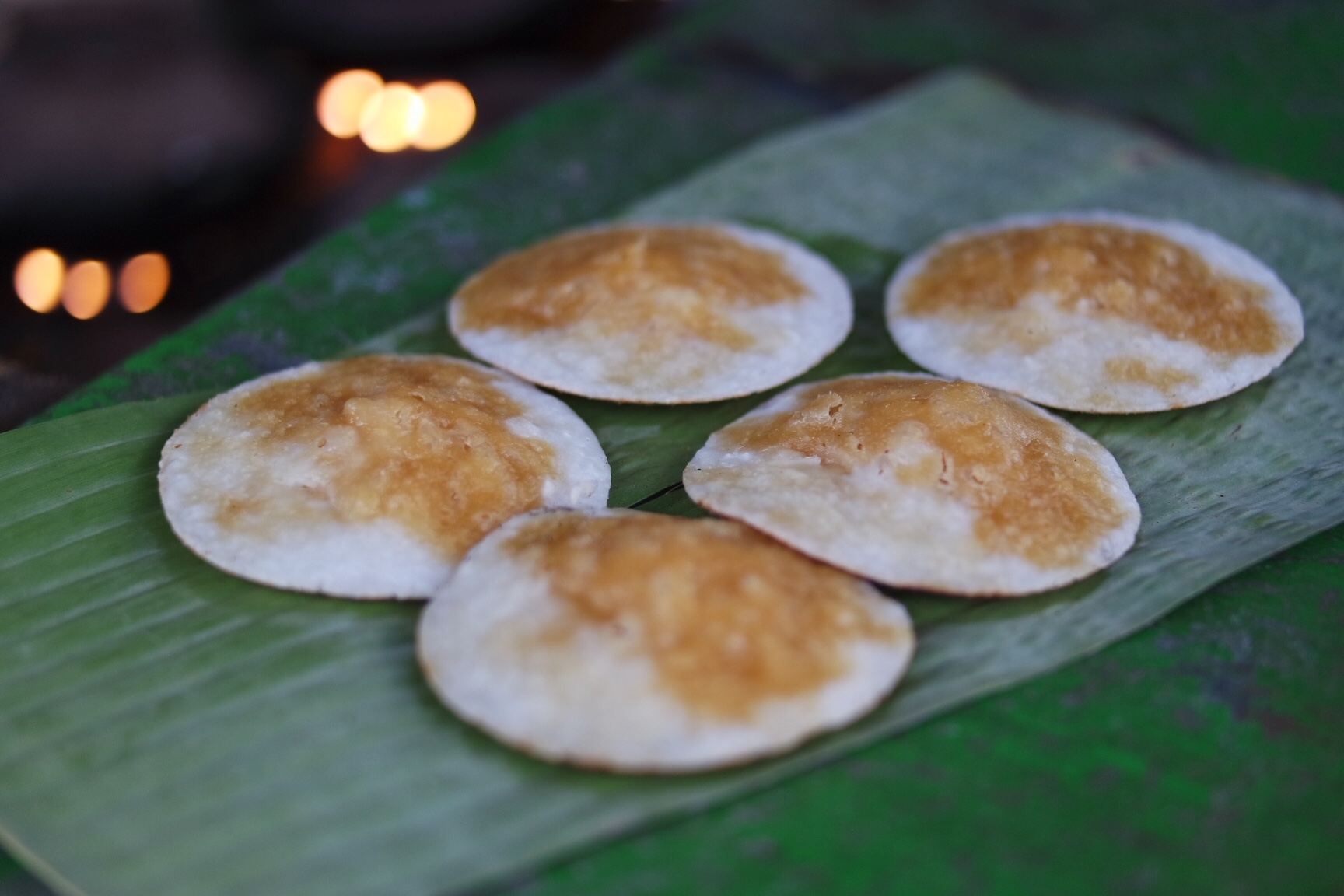
індонезійський серабі

Панкейки в Індонезії називають панекук. Індонезійський панкейк серабі готується з рисового борошна та кокосового молока. Страву часто подають із кінкою, густим коричневим кокосовим цукровим сиропом. Інші топінги можуть бути цукор, мелений арахіс, нарізані банани, джекфрут та інші фрукти, а також шоколад. Інші варіації включають сир чеддер, солонину, подрібнену курку та ковбасу.
Інші види панкейків в Індонезії: бурго, дадар гулунг, куе апе, куе апем, куе кубіт, куе кукур, куе теранг булан, лаклак, муртабак, панненкоек, поффертье, роті канай, та роті яла.

#### Малайзія та Сінгапур

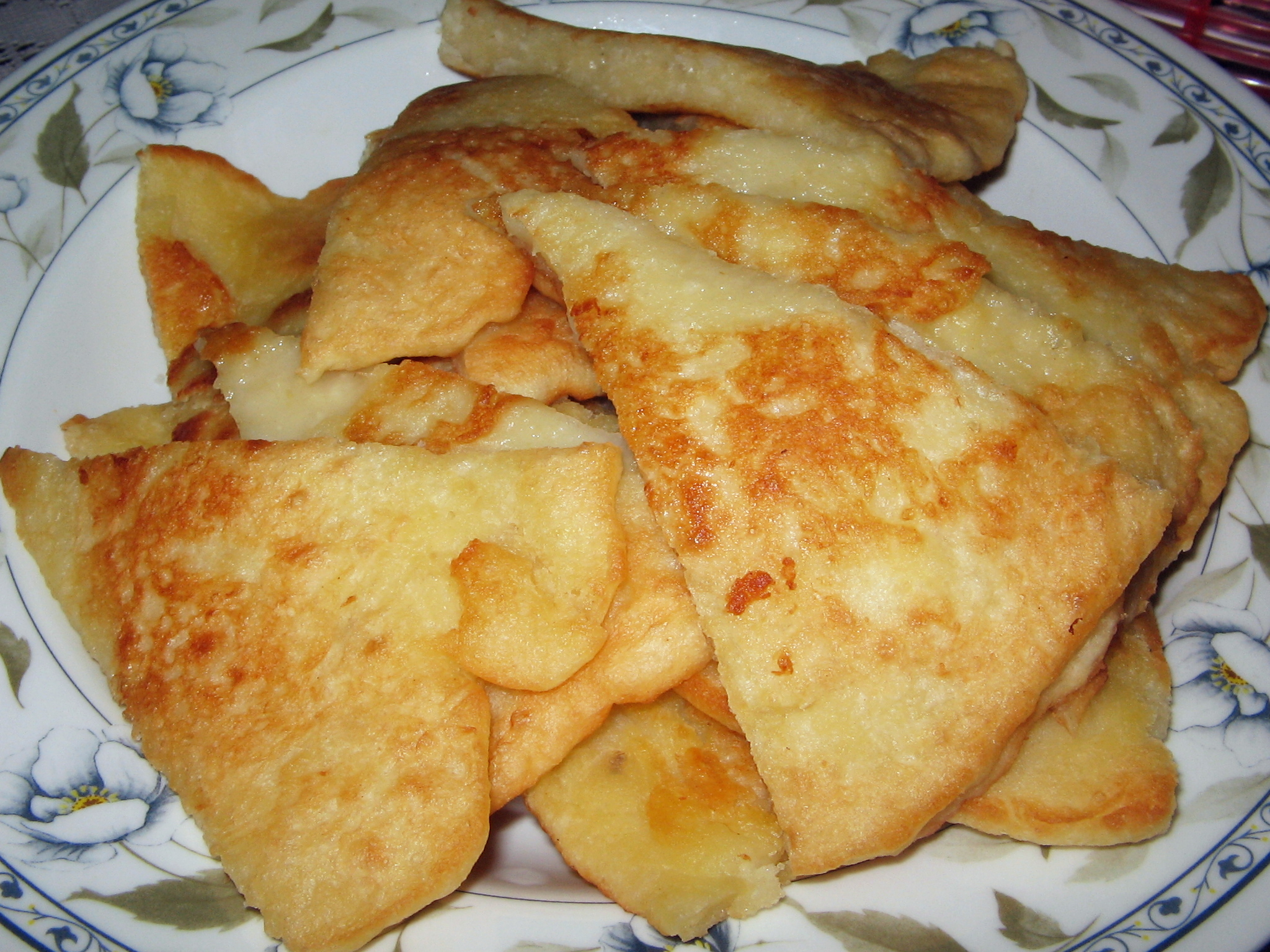
Малайський Пек Нга також знаний як Лемпенг Келапа

Традиційні малайські панкейки в Малайзії та Сінгапурі називаються Пек Нга або Лемренг Келапа. Готуются дуже схоже на панкейк в американському чи канадському стилі, хоча і без розпушувача, це несолодкий панкейк, який зазвичай подають під час сніданку з рибним каррі, кокосовим липким рисом, сушеною рибою, рендангом або самбалом.

#### М'янма (Бірма)
Традиційний бірманський панкейк називається бейн монт і є традиційною бірманською закускою або монт. Панкейк випікається в клярі з рисового борошна, зануреному в джагері, кокосовій стружці та прикрашеному кунжутом, арахісом і маком.

#### Філіппіни

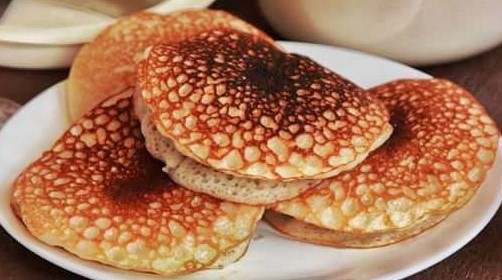
Філіппінські традиційні панкейки Salukara з рису, кокосового молока, води та цукру

На Філіппінах традиційні десертні панкейки включають салукара, рисовий панкейк з клейкого рису, яєць і кокосового молока. Тісто кладуть у глиняний горщик або сковороду, вистелену банановим листям або змащену олією (традиційно салом), і випікають на розпеченому вугіллі. Салукара — це підтип бібінгка (філіппінські запечені рисові коржі). Панялам, схожий рисовий панкейк з Мінданао, смажать у фритюрі, а не запікають.
Традиційні смачні панкейки на Філіппінах включають пудпод (панкейки з копченою рибою) і окой (млинець з креветок, гарбуза або солодкої картоплі).
Панкейки в американському стилі також є поширеною пропозицією в закладах швидкого харчування на Філіппінах, як правило, на сніданок, а також у спеціалізованих ресторанах, таких як IHOP і місцевий бренд ресторанів Pancake House. Недорогий місцевий аналог, який називається гарячими пиріжками (hotcakes), окрім того, що зазвичай готується на сніданок, також готується як перекус, у вуличних кіосках продають невеликі гарячі пиріжки, доповнені маргарином, цукром або згущеним молоком та ароматизованими сиропами.

#### В'єтнам

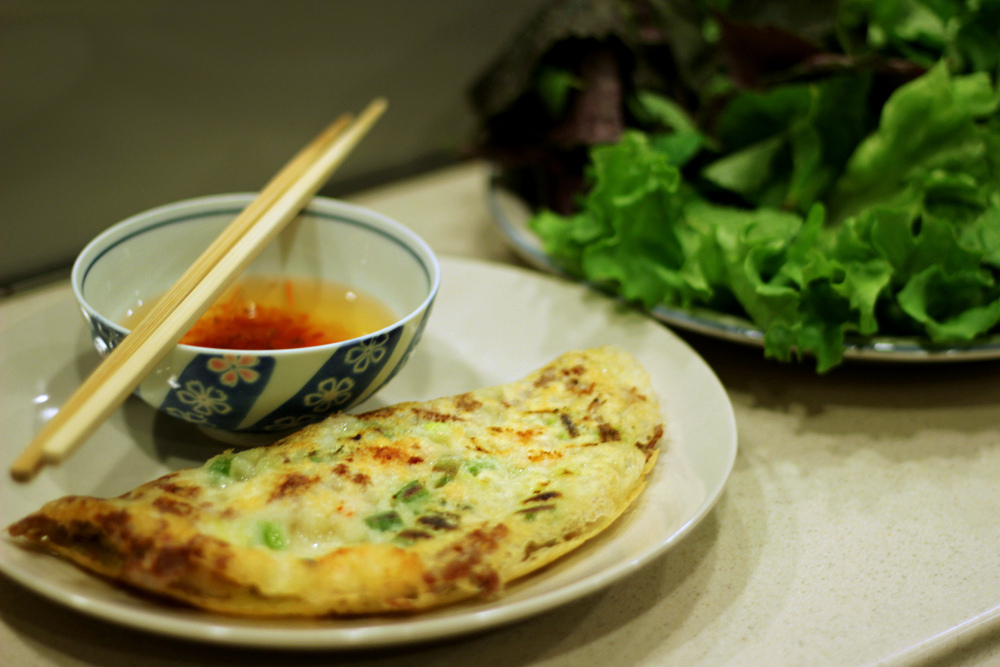
Bánh xèo, в'єтнамський еквівалент млинця

У в'єтнамській кухні є різноманітні страви, які називаються панкейк (бан сео, бан кнот, які іноді називають в'єтнамськими панкейками), а також подібні страви, такі як бан цан і бан кхоай в центральному В'єтнамі.

### Європа

#### Австрія, Чехія, Румунія, Словаччина та Балкани

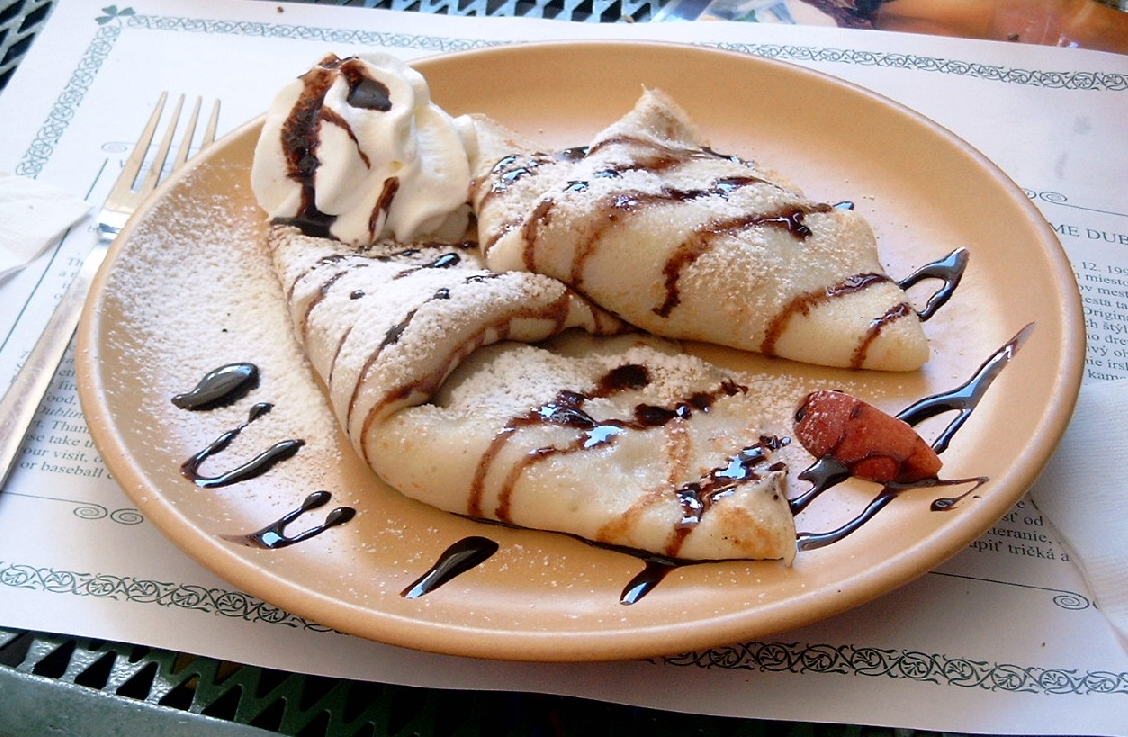
Palacinky, словацькі млинці

В Австрії, Чехії та Словаччині панкейки називають відповідно palatschinke, palačinka та palacinka (множина: palatschinken, palačinky та palacinky). Кайзершмарн (нім. Kaiserschmarrn) — це австрійський млинець із родзинками, мигдалем, яблучним джемом або невеликими шматочками яблук, розрізаних на шматочки та посипаними цукровою пудрою. У Румунії вони називаються clătită (множина: clătite). У Хорватії, Сербії їх називають palačinka (множина: palačinke). У цих мовах це слово походить від латинського placenta, що означає «пиріг». Ці млинці тонкі з начинкою з абрикосового, сливового, брусничного, яблучного чи полуничного джему, шоколадного соусу або фундукової пасти. Начинки з кремом подібним до нутелли улюблені серед молоді. Традиційний варіант включає начинку млинців сиром, полив їх йогуртом, а потім випікання в духовці.

#### Східна Європа

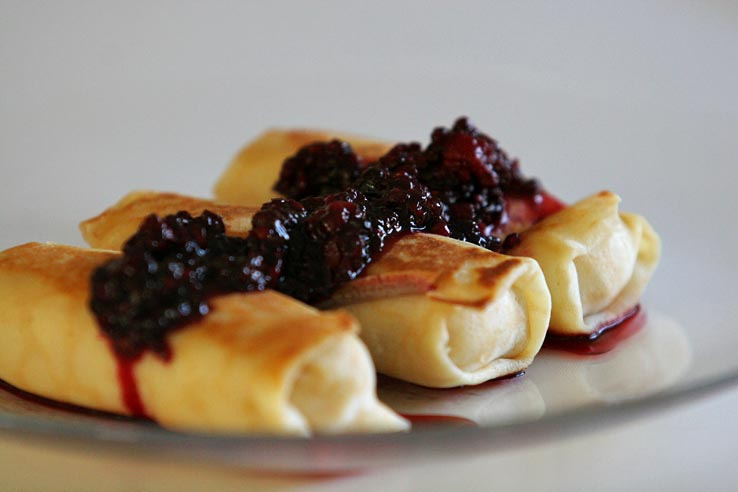
Млинці, начинені сиром і посипані ожиною — налисники

Східно-слов'янські кухні мають давні традиції приготування страв подібних до панкейків і включають різноманітні види млинців. У Білорусі, Росії та Україні млинці можуть бути сніданком, закусками, основними стравами чи десертами.
Оладки — тонкі панкейки, дещо товщі за крепи, виготовлені з пшеничного або гречаного борошна, масла, яєць і молока з доданими в тісто дріжджами. Приготування оладків та млинців сягає язичницьких традицій і свят, які знайшли своє відображення в сьогоднішній «масниці», що відзначається взимку перед Великим постом. У дохристиянські часи оладки та млинці символічно вважалися ранніми слов'янськими народами символом сонця, завдяки їх круглій формі.

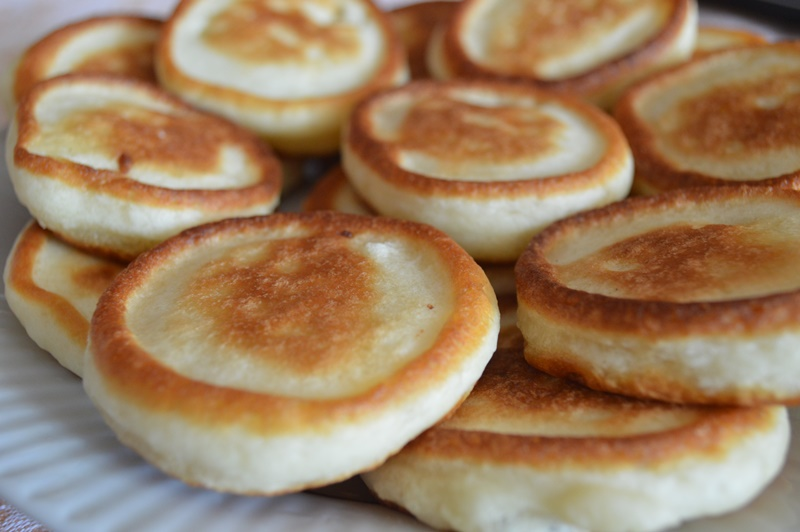
Оладки

Млинці — це тонкі панкейки як креп, виготовлені без дріжджів. Начинені млинці також називають налисниками.
Начинку, як джем, фрукти, кварк або сир, картоплю, варений фарш або курку, і навіть нарізані гриби, паростки квасолі, капусту та цибулю, складують або загортають у попередньо обсмажений млинець, а потім млинець злегка повторно обсмажують, пасерують або запікають.
Традиційно євреї-ашкеназі, котрі до 1945 року жили на території сучасної Польщі, частинах Чехії, Угорщини та інших частинах колишньої смуги осілості, також готували млинці, з основною відмінністю: завжди використовували кошерну сирну начинку, що виготовлену без сичужного ферменту. Більшість рецептів солодкі і часто подаються з ягодами або сметаною. Ці страви, схожі на креп, часто подають під час Шавуоту, і сьогодні рецепт все ще зберігся в таких місцях, як Ізраїль та Нью-Йорк. Латкес, деруни з дрібно нарізаної або тертої картоплі, також можна їсти в рамках святкування Хануки.
Маленькі товсті панкейки, котрі смажаться у олії, називаються оладки. Тісто може містити різні добавки, наприклад, яблуко та родзинки.
Панкейки із кварку або сиру називаються сирники.

#### Данія

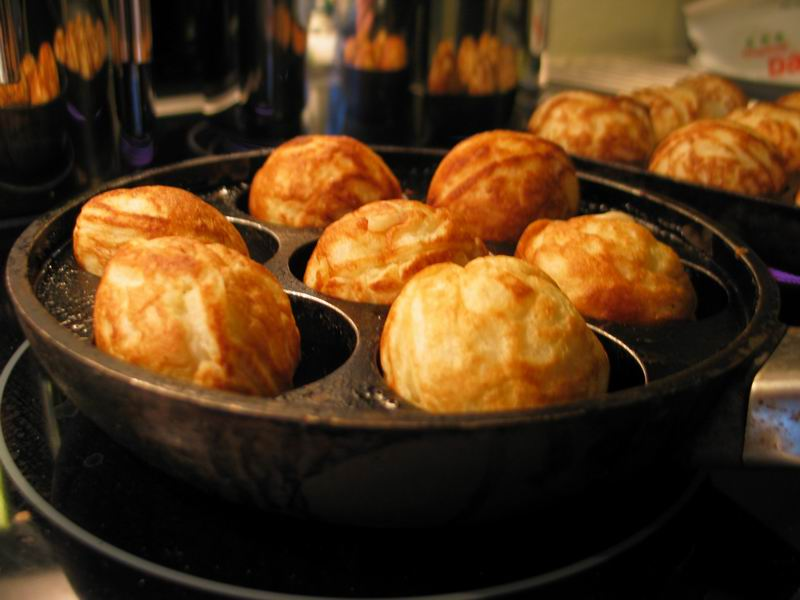
Æbleskiver

Еблесківер (Æbleskiver) — це традиційні данські панкейки, виготовлені у характерній кулястій формі. Назва буквально означає «скибочки яблук» данською, хоча яблука не є інгредієнтом. Еблесківер готують на плиті, випікаючи в спеціальній чавунній сковороді з кількома напівсферичними поглибленнями. У змащені маслом поглиблення вливають тісто, і коли æbleskiver починає готуватися, їх повертають спицями, шпажками або виделкою, щоб надати пиріжкам характерну кулясту форму. Æbleskiver самі по собі не солодкі, але традиційно їх подають, змочивши в малиновому, полуничному, брусничному або ожиновому варення і посипавши цукровою пудрою.

#### Фінляндія

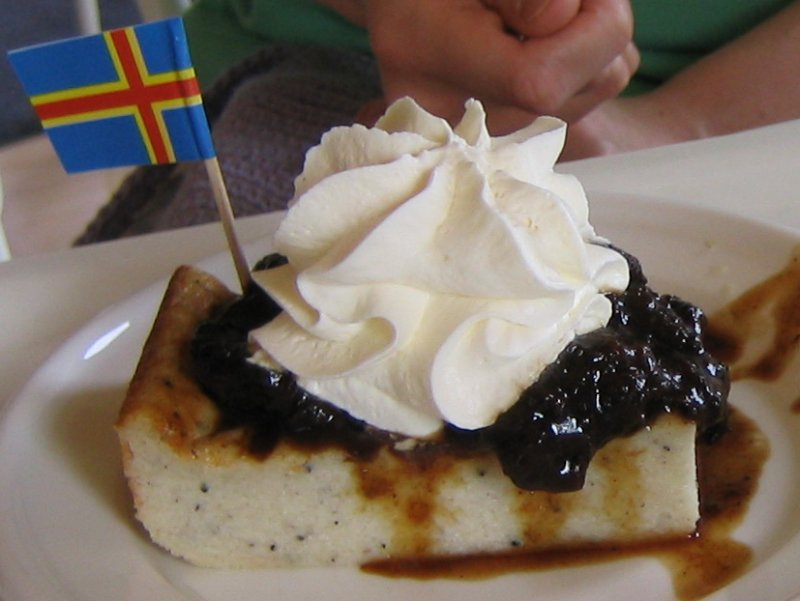
Аландські млинці (Ålandspannkaka), традиційна їжа на Аландах.

Фінські панкейки дуже нагадують плятар (plättar) (опис дивіться в розділі про Швецію нижче) і називаються lettu, lätty, räiskäle або ohukainen. У Фінляндії панкейки зазвичай їдять як десерт зі збитими вершками або джемом для панкейків, цукровим або ванільним морозивом. У фінській мові lettu і pannukakku (буквально «панкейк») мають різні значення, причому останній за структурою має більшу схожість з хот-кейк (гарячий кекс) і випікається в духовці замість сковороди. Ålandspannkaka, буквально «панкейк з Аландів», — це дуже товстий різновид млинців, приготованих у духовці, що включає додавання в тісто кардамону та рисового пудингу або манної каші; його подають лише на Аландських островах і зазвичай у День автономії.

#### Франція, Бельгія, Італія, Португалія та Швейцарія

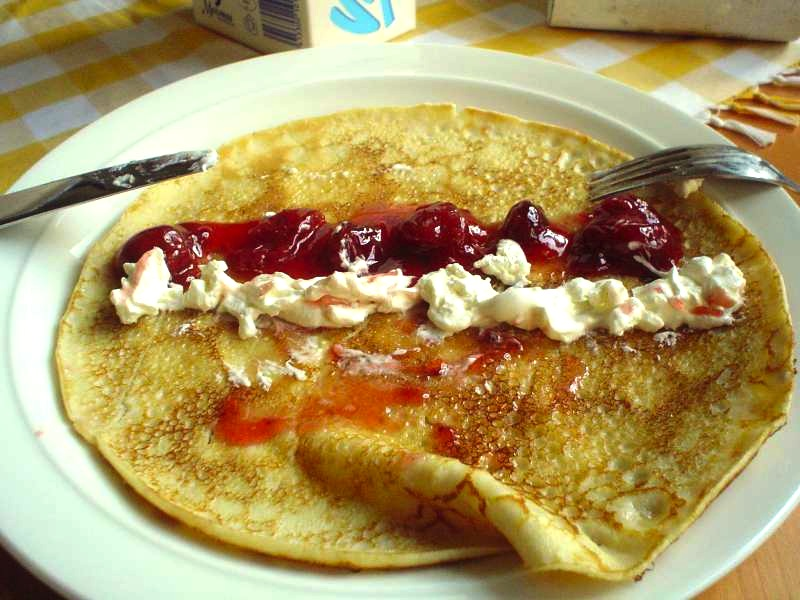
креп

Крепи, популярні у Франції, Бельгії, Швейцарії та Португалії, виготовляються з борошна, молока та яєць. Вони являють собою тонкі панкейки і подаються з солодкою (фрукти, морозиво, джем, шоколадна паста, цукрова пудра) або солоною начинкою (сир, шинка, морепродукти, шпинат). У франкомовній Європі крепи часто продають на спеціальних підставках. В Італії є подібна страва під назвою креспелла (crespella) або скрипелла (scrippella). У цій країні також популярне традиційне вафельне печиво, яке називається піцеле (pizzelle), а в деяких частинах Тоскани є типові тонкі хрусткі млинці під назвою brigidini, зроблені з анісовим насінням. У Бретані галет (galette) (або galette bretonne) — це великий тонкий млинець з гречаного борошна, який часто запікають лише з одного боку.
Крепи популярні в багатьох країнах Південної Америки, таких як Аргентина, Бразилія та Чилі. Їх вживають із солодкими начинками (мармелад, дульсе де лече) або з солоними (м'ясний фарш (Бразилія), овочі, томатний соус, сир).
Вони також стали популярними в країнах Східної Азії, включаючи Японію, Південну Корею та Китай, а також у країнах Південно- Східної Азії, таких як Філіппіни та Таїланд, де вони продаються кіосках. Їх часто подають зі збитими вершками та фруктами або несолодкими намазками, такими як овочі.
Фарината (Farinata) популярна в середземноморських регіонах, включаючи Ніццу. Також називають сока (socca), це млинці з нутового борошна та приправлені чорним перцем. Це популярна вулична їжа в Ніцці.

#### Німеччина

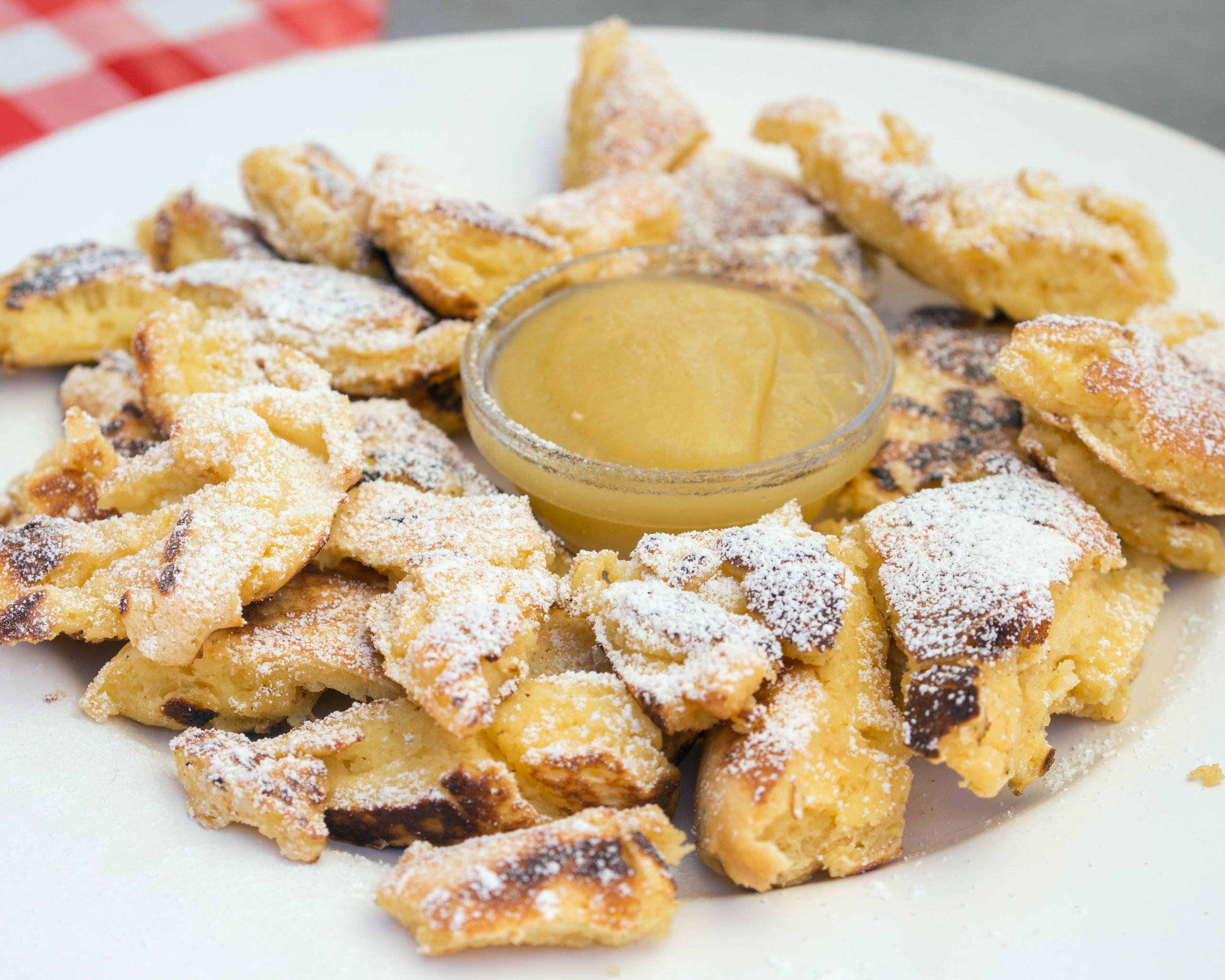
Кайзершмаррн

Німецькі панкейки знані як Pfannkuchen (від німецького Pfanne і Kuchen, що означає «каструля» та «пиріг»), за винятком Берліна, Бранденбурга та Саксонії, де Pfannkuchen — це берлінський пампух, а панкейки знані як Eierkuchen. Вони, як правило, товщі, ніж крепи у французькому стилі, і зазвичай подаються з солодкою або, іноді, солоною начинкою. Використання розпушувача або дріжджів зустрічається рідко. Смажені яблучні кільця, покриті тістом для панкейків подаються з цукром і корицею, називаються Apfelküchle. Kaiserschmarrn, товстий, але легкий карамелізований панкейк, популярний в Баварії та регіонах колишньої Австро-Угорщини, зазвичай розрізають на шматочки, наповнюють фруктами або горіхами, посипають цукровою пудрою і подають з фруктовим соусом. Існує версія, що Kaiserschmarrn  було вперше підготовлено для кайзера Франца Йосипа I Австрійського.
У Швабії нарізані стрічки з панкейків (flädle) часто подають до супу.

#### Великобританія

##### Англія
Англійські панкейки мають три ключових інгредієнта: звичайне борошно, яйця та молоко, хоча у версії Джерваза Маркема 1615 року в The English Huswife («Англійська господиня») замість молока використовувалася вода та додавались солодкі спеції. Тісто рідке і утворює тонкий шар на дні сковороди, коли сковорода нахиляється. Під час приготування можуть утворюватися бульбашки, що призводить до блідого кольору млинця з темними плямами на місці, де були бульбашки, але млинець не піднімається. Англійські млинці схожі на французькі крепи та італійські млинці. Їх можна їсти як солодкий десерт із традиційною начинкою з лимонного соку та цукру, полити золотим сиропом або обгорнуті навколо солоної начинки та їсти як основну страву. У Масний вівторок прийнято їсти панкейки, а зверху можна додати лимонний сік і цукор. Йоркширський пудинг готують за аналогічним рецептом, але запікають, а не смажать. Це тісто піднімається без розпушувача, тому що повітря, що вбивається в тісто, розширюється; виріб їдять як частину традиційної вечері з ростбіфом. Вівсяні коржики — це смачний різновид панкейків, особливо асоціюється зі Стаффордширом.
Різновидом панкейків є crumpet, виготовлені з тіста, з дріжджами (або разом з дріжджами та розпушувачем) і обсмаженого на вершковому маслі, щоб отримати злегка піднятий плоский пиріг. Їх також їдять у решті Сполученого Королівства, Республіці Ірландія та деяких регіонах Співдружності.

##### Шотландія

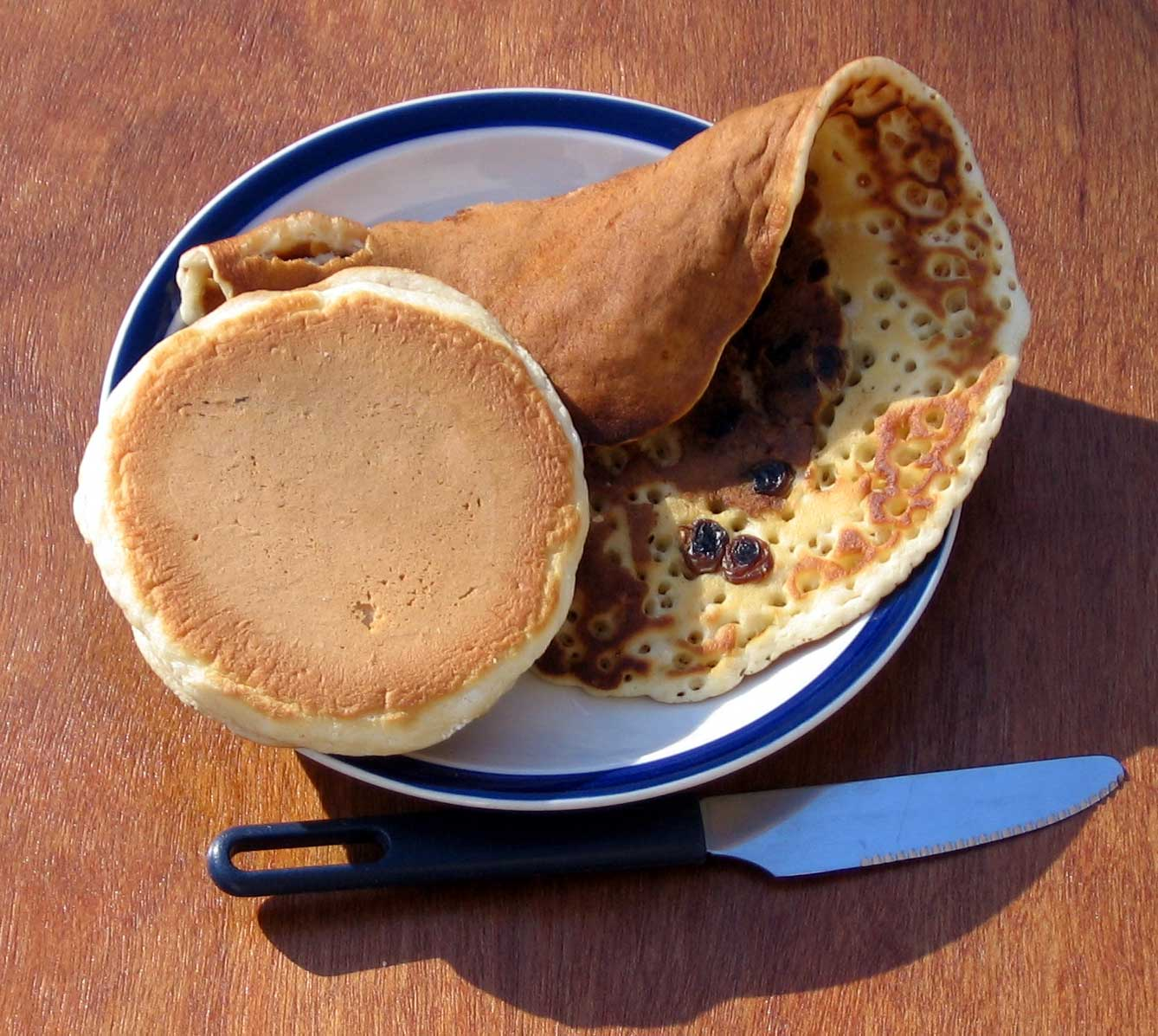
Панкейк та фруктовий crumpet

Панкейки (також звані шотландськими панкейками) більше схожі на американський тип. У деяких частинах Шотландії їх також називають капаючі скони. Їх виготовляють з борошна, яєць, цукру, пахту або молока, солі, соди і вершків винного каменю. Менші за американські чи англійські панкейки приблизно 9 см в діаметрі, вони виготовляються традиційним методом скидання тіста на гридль (поверхня для смаження). Їх можна подавати з варенням і вершками або просто з маслом. У Шотландії панкейки зазвичай подають під час чаювання.

##### Уельс

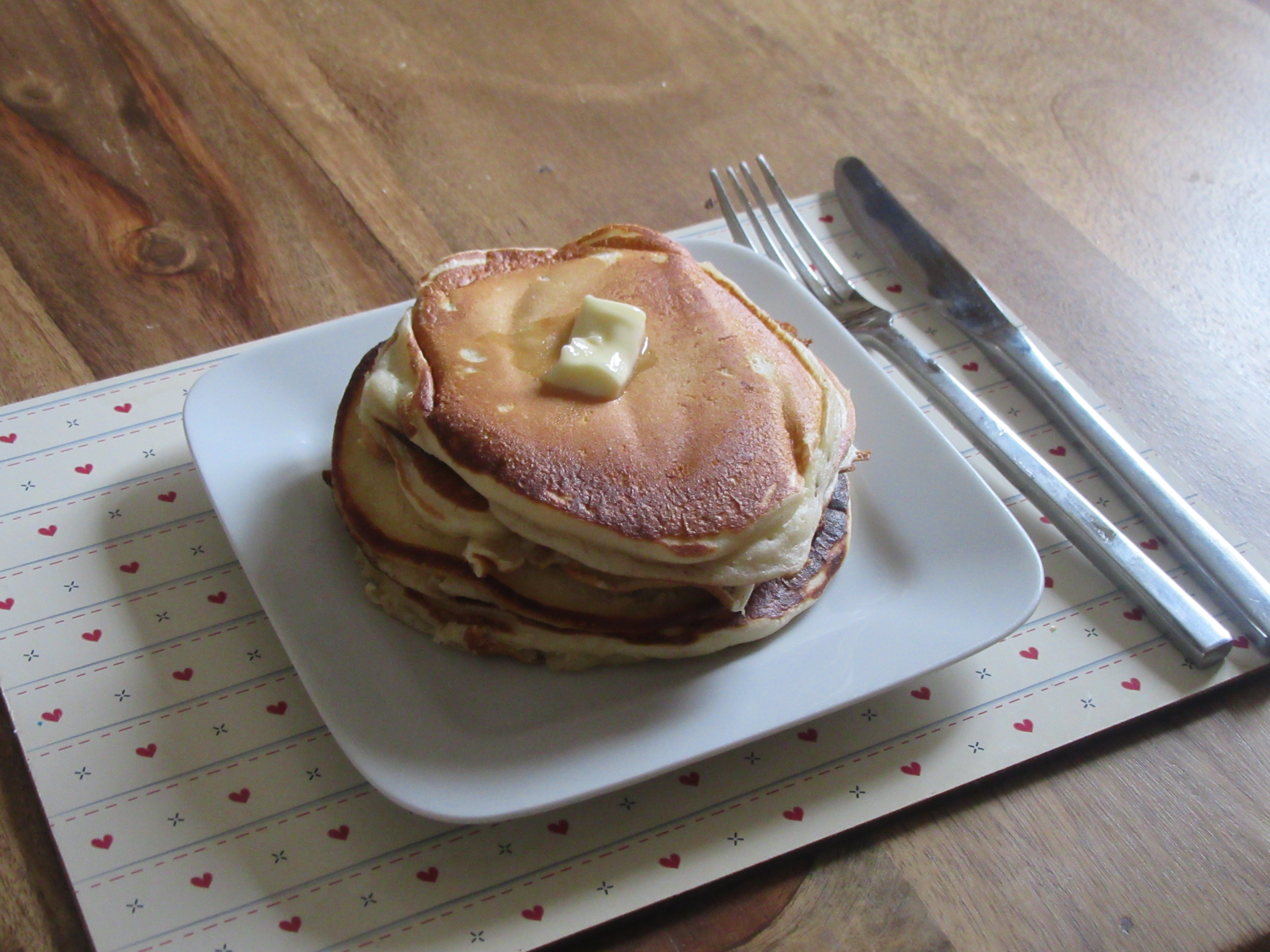
Кремпог

Валійські панкейки, знані як crempog, ffroes та іншими назвами, значно відрізняються. Як правило, вони товсті та накладені один на одного, щоб утворити високий пиріг, але деякі дуже схожі на американські панкейки, інші можуть бути приготовані з дріжджами (так звані crempog furum) або вівсянкою (хоча це також стосується американських панкейків), а деякі схожі на шотландські панкейки. Crumpets та pikelets іноді вважаються різновидом панкейків.

#### Греція
Грецькі млинці називаються тіганітами (τηγανίτες, від давньогрецького τηγανίτης) і популярні в Греції та на Кіпрі . Вони трохи товщі, ніж крепи, і можуть бути солодкими або солоними. Основними їх інгредієнтами є борошно, оливкова олія або вершкове масло, молоко та яйця. Зазвичай їх поливають медом і корицею, а іноді посипають сиром, горіхами, фруктами або овочами. Різні невеликі магазини на Кіпрі, що готують крепи, продають млинці, як солоні, так і солодкі. Тиганіти можна подавати на сніданок або десерт, а в деяких місцях, як-от Корфу і Патри, зазвичай подають на свята Святого Спиридона і Андрія Первозванного. На Кіпрі за рецептом панкейків готують подібну страву, наприклад генуезькі каннелоні — фарш з томатним соусом, сиром, іноді соусом бешамель — замість традиційних висушених макаронів каннелоні, що продаються в супермаркетах.

#### Угорщина

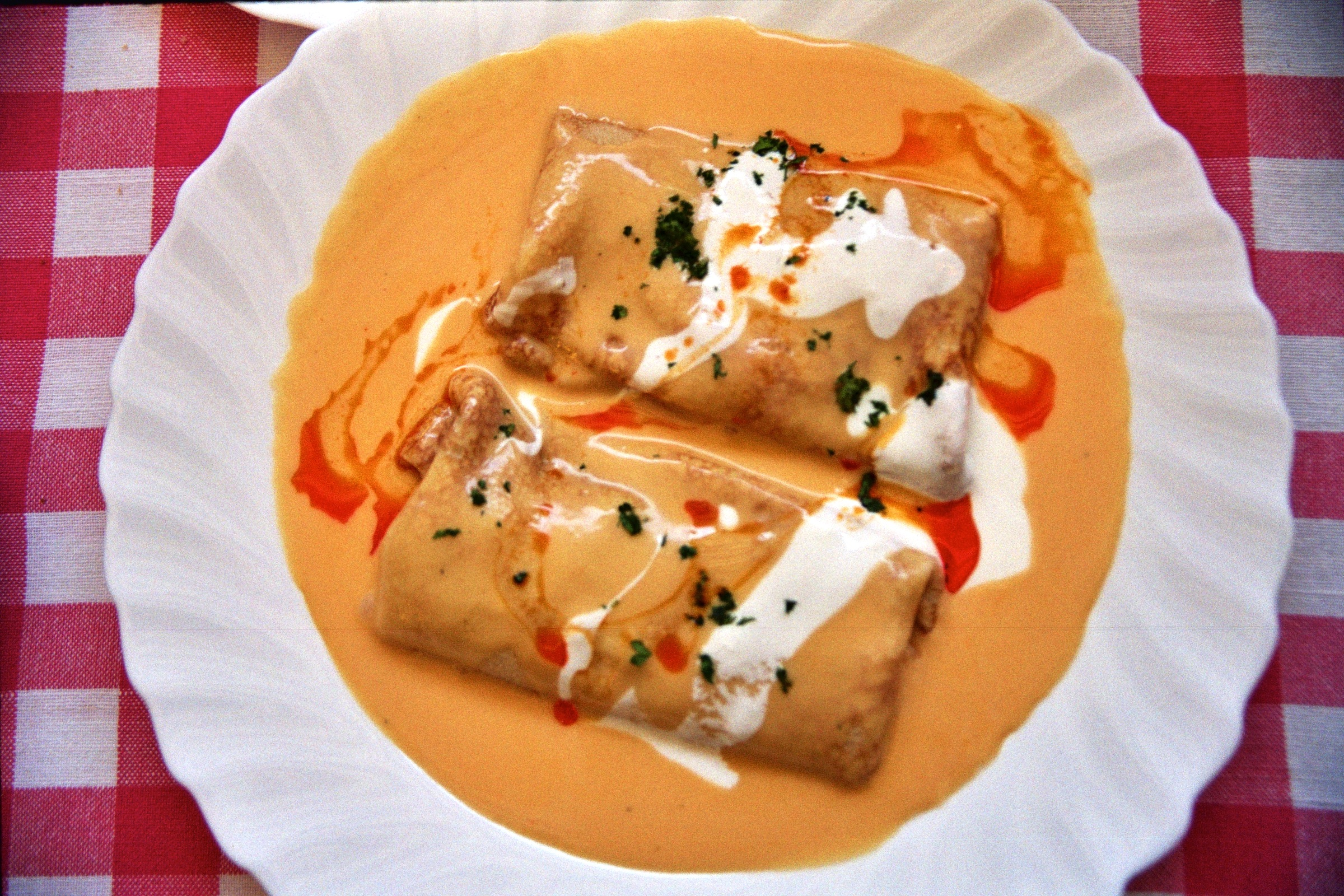
Hortobágyi palacsinta

В Угорщині панкейки, знані як palacsinta (походить від латинського placenta), готують з борошна, молока або газованої води, цукру та яєць. У тісто можна додати солодке вино. Начинкою зазвичай є джем, цукор і мелені волоські горіхи або мак, солодкий сир, какао зцукром або порошок кориці, але використовуються також м'ясні та грибні начинки (див. Hortobágyi palacsinta). Gundel palacsinta — це угорський панкейк, фарширований волоськими горіхами, цедрою, родзинками та ромом, який подають у шоколадному соусі та часто фламбують. Угорські панкейки подають як основну страву або як десерт.

#### Ісландія

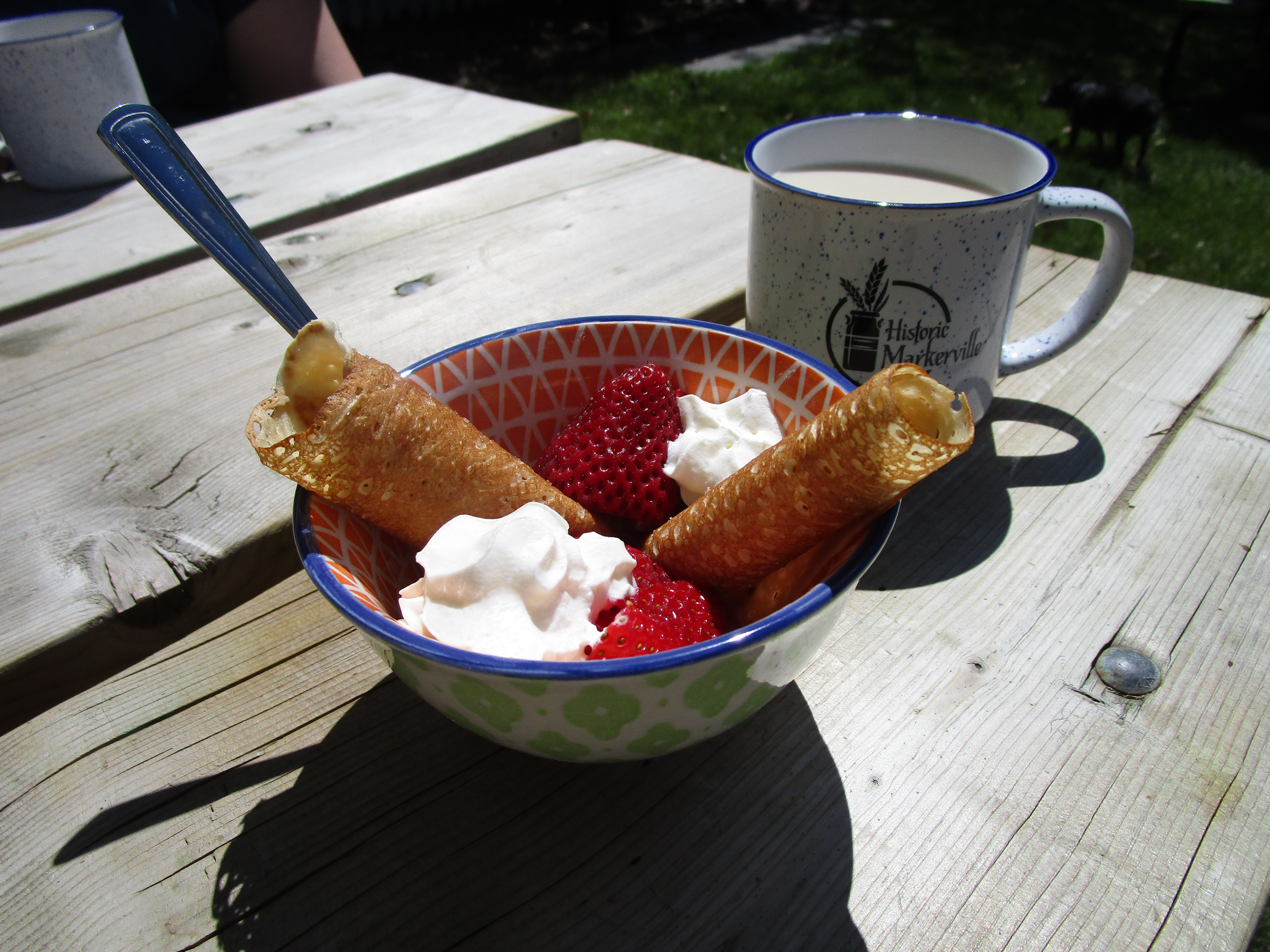
Згорнута пённукака

Ісландські млинці, схожі на креп, називаються pönnukaka (множина: pönnukökur), тоді як менші, товстіші й щільніші панкейки, що нагадують північноамериканські панкейки, називаються lumma або skonsa. Панкейки зазвичай трохи коричневіші, ніж традиційні шведські. Pönnukökur зазвичай готують на спеціальній ісландській сковороді для млинців, яка зроблена для того, щоб млинець був якомога тоншим, яку традиційно ніколи не миють і не споліскують, навіть водою. Pönnukökur традиційно подають згорнутим з цукром або з джемом і збитими вершками, але якщо їсти в кафе, вони можуть містити морозиво. Pönnukökur також є популярним десертом у Північній Америці серед людей ісландського походження.
В Ісландії панкейки в північноамериканському стилі розрізають навпіл і використовують як хліб для сендвічів, подібно до ісландських пласких коржів.

#### Нідерланди

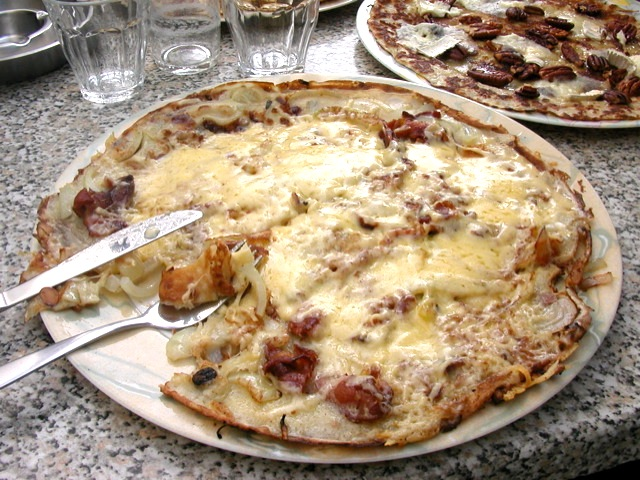
Панненкоек з беконом і сиром Гауда

У Нідерландах млинці знані як pannenkoeken і переважно їдять під час обіду та вечері. Ресторани з млинцями популярні серед сімей і пропонують багато солодких, солоних і фаршированих варіацій. Pannenkoeken трохи товщі, ніж млинці, і зазвичай досить великі, 30 см або близько того в діаметрі. Тісто на основі яєць, а начинки включають такі предмети, як нарізані яблука, сир, шинка, бекон і цукати з імбиру, окремо або в поєднанні.
Струп, густий сироп на основі цукрових буряків, схожий на патоку, також популярний, особливо в класичній начинці з бекону та струпу.
Poffertjes — ще один голландський швидкий хліб, схожий на американські панкейки, але солодший і набагато менший. Виготовлені на мідній або чавунній сковороді зі спеціальними ямочками, їх один раз перевертають виделкою. На відміну від голландських панкейків, тісто для поффертьє містить розпушувач, тому вони мають м'якшу внутрішню частину, ніж панкейки.
Спекдік — це млинець, який традиційно їдять у провінціях Гронінген і Дренте в Нідерландах під час Нового року. На відміну від панкейків, спекдик готують за допомогою вафельниці. Основними інгредієнтами спекдику є сироп, яйця та житнє борошно, а деякі сорти включають бекон.

#### Польща

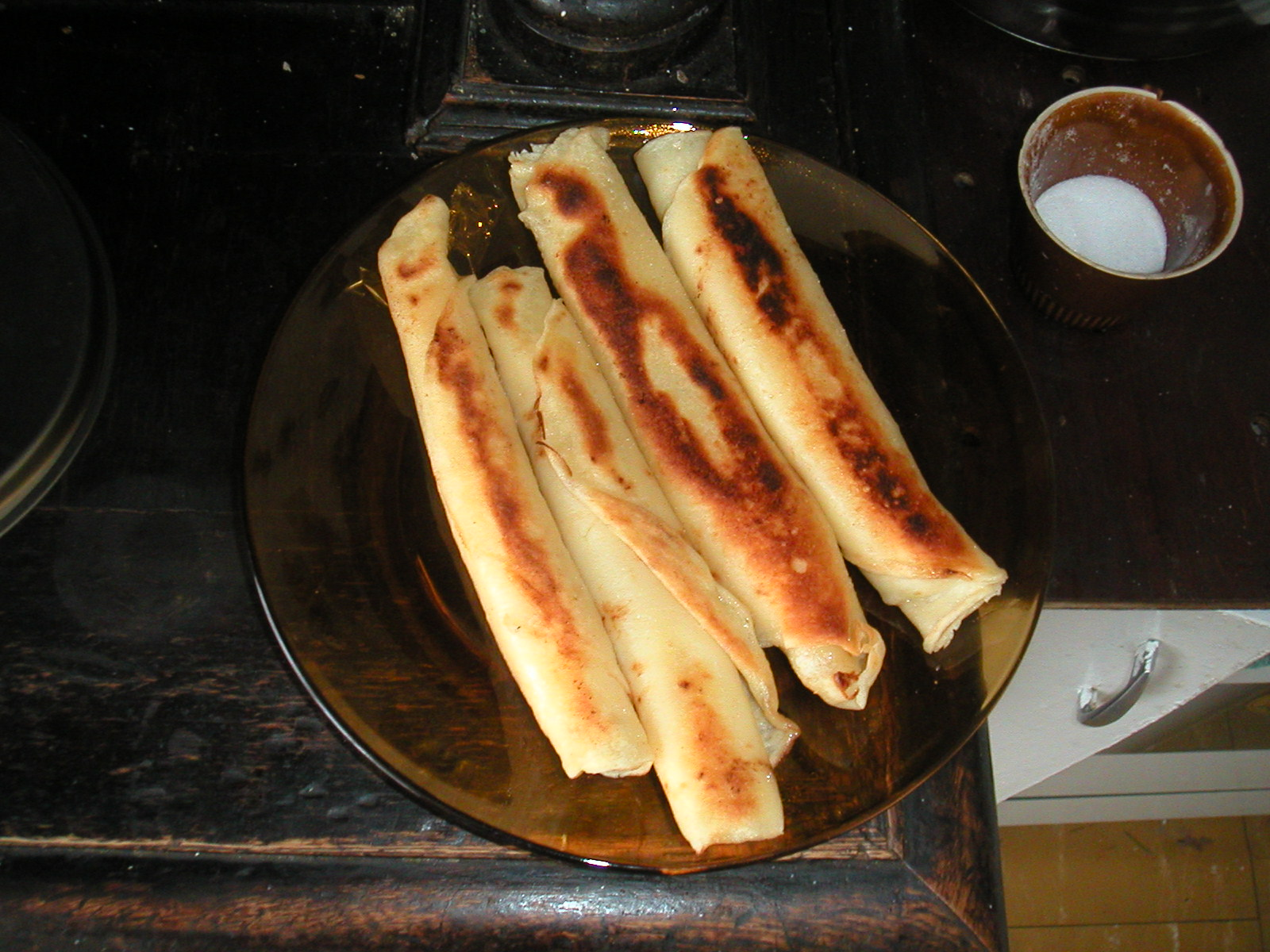
Домашні польські налешники з начинкою з солодкого білого сиру

У Польщі тонкі млинці в стилі креп називаються налешниками (naleśniki). Зазвичай їх згортають і подають з різноманітними солоними або солодкими начинками в якості основної страви або десерту. До солодких начинок входять свіжі фрукти (наприклад, чорниця), джеми (часто яблучний джем) і м'який білий сир з цукром. Несолодкі начинки включають смажені овочі, смажену курку, фарш, шпинат і різноманітні додані інгредієнти, такі як картопля, гриби, капуста або шинка. Інша польська страва, що схожа до панкейків, — це рацухи (racuchy). Вони менші та товщі, ніж naleśniki, і можуть бути зі скибочками яблук всередині.

#### Україна
В Україні популярні тонкі млинці- страва з прісного яєчного рідкого тіста на гарячій сковороді, змащеній жиром.
Млинці подають з різними закусками або начиненими. Тонкі млинці з начинкою, найчастіше з кисломолочним сиром називаються налисники.
Також часто готуються оладки -традиційна страва української кухні у вигляді невеликих пухких смажених коржиків з рідкого тіста, замішаного на воді або молоці, на основі борошна та яєць. Оладки за старих часів, як і тепер, готували з густішого тіста, ніж тонкі млинці.
Оладки з кисломолочним сиром називаються сирники.

#### Іспанія

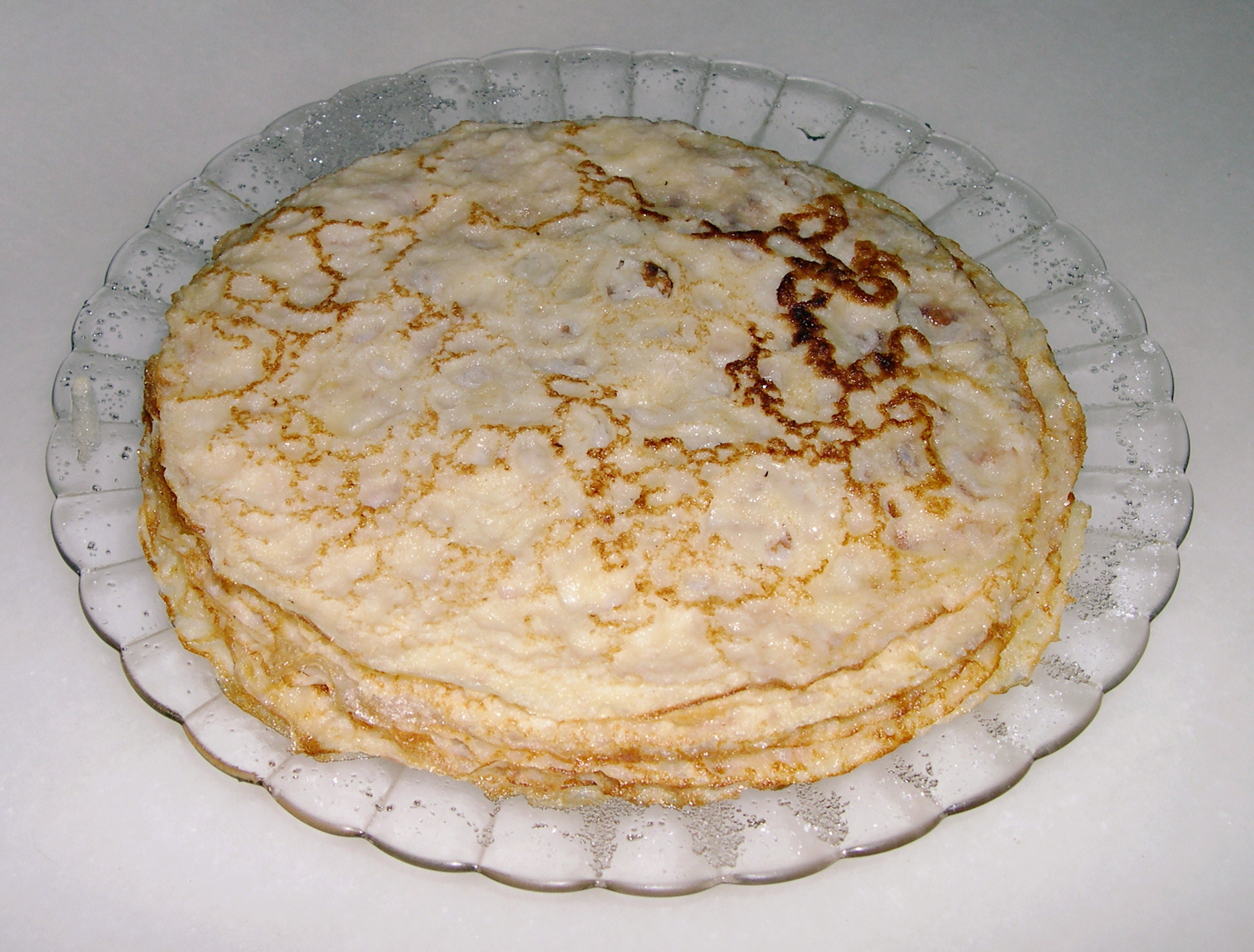
Фріксуелос

Іспанські млинці називаються frixuelos або filloas і дуже популярні на північному заході Іспанії. Їх виготовляють з борошна, молока та яєць. Вони тонкі і зазвичай подаються з великою кількістю цукру або меду. Це типовий солодкий десерт для карнавалу в Галісії, Астурії та Леоні.

#### Швеція та Норвегія

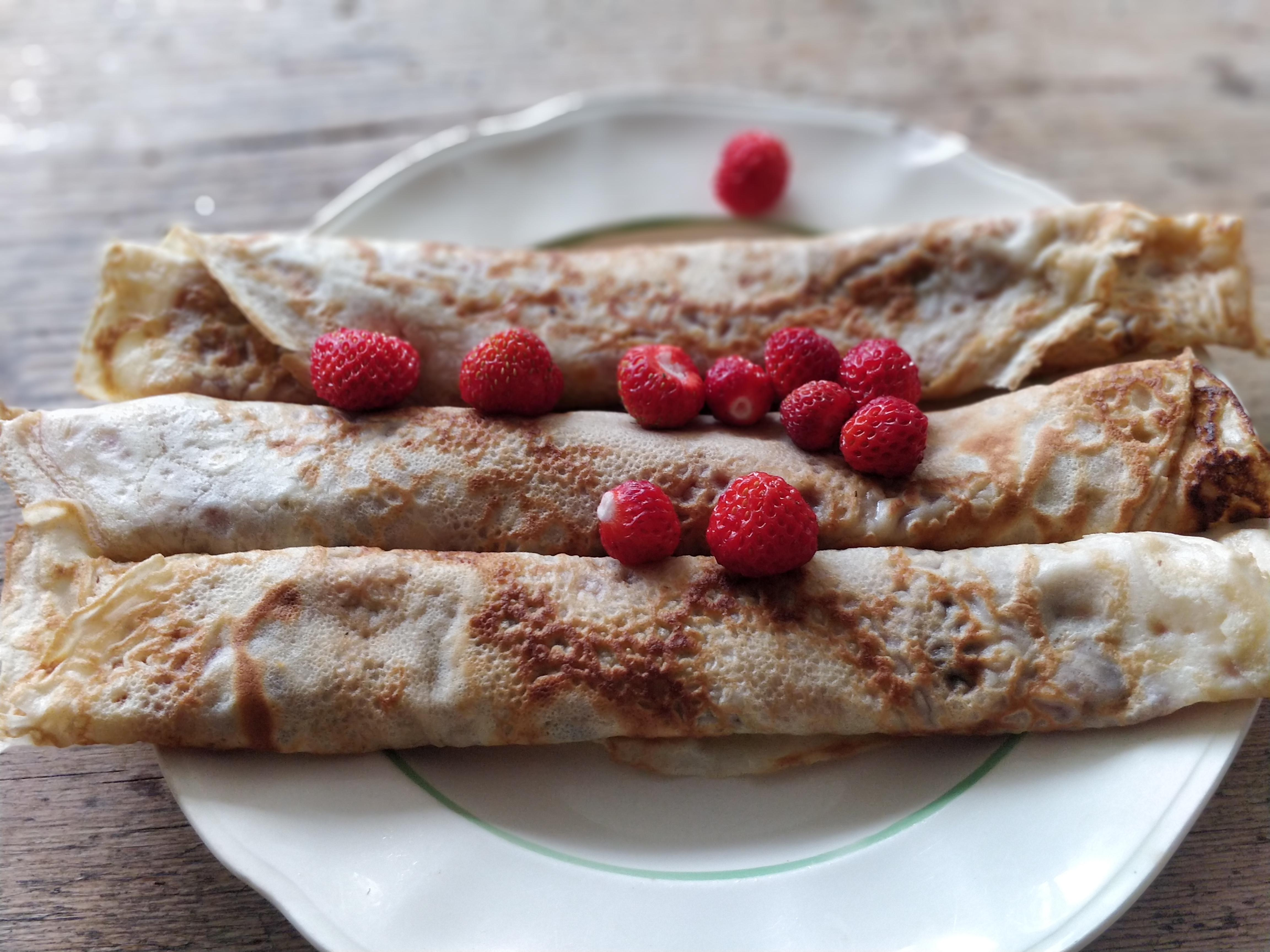
Північні млинці

Північні млинці схожі на французькі крепи. У деяких скандинавських країнах їх подають з варенням або фруктами, часто брусничним або полуничним джемом, як десерт з різноманітними пікантними начинками. Традиційні шведські варіації можуть бути екзотичними. Крім звичайних тонких млинців, які називаються pannkakor, які нагадують французькі крепи, які часто подають зі збитими вершками та варенням, традиційно їдять на обід по четвергах з гороховим супом, у шведській кухні також є plättar — дуже маленькі панкейки, які нагадують крихітні англійські, і зазвичай їх смажать на спеціальній сковороді, яка називається «plättlagg», своєрідній сковороді з поглибленнями, які дозволяють приготувати кілька (зазвичай сім) одночасно. Інший вид панкейків — ugnspannkaka (млинець у духовці), який дуже товстий і нагадує німецькі панкейки і випікається в духовці. Є також варіант, що являє смажену свинину в клярі, fläskpannkaka (панкейк зі свининою).
Деруни під назвою raggmunk містять подрібнену сиру картоплю, а також можуть містити інші овочі (іноді тісто для млинців не використовують, утворюючи rårakor). Raggmunk і rårakor традиційно їдять зі свинячою шкіркою і брусничним варенням. Особливий шведський панкейк — шафрановий панкейк з Готланда, приготований з шафрану та рису, запечений у духовці. Зазвичай для додаткового смаку до цукру додають лимонний сік. Панкейки часто подають після супу. Ще одним особливим «шведським панкейкем» є äggakaka (яєчний пиріг), також званий skånsk äggakaka (сканський яєчний пиріг), який майже як звичайний шведський панкейк, але набагато товщий, а також його набагато складніше приготувати через ризик підгоріти. Готується на сковороді, товщина 4-5 см і подається з брусницею та беконом. Норвезький різновид зазвичай їдять на вечерю, традиційно з беконом, джемом (зазвичай чорничним) або цукром.

### Північна Америка

#### Коста-Рика
Костариканські чоррида подібні до качапас.

#### Гватемала
Гватемальські панкейки називаються panqueque. Готуються вони з тих же інгредієнтів, що й американські панкейки. В якості начинки зазвичай використовуються фрукти і мед. Вони є дуже популярним сніданком у Гватемалі. Залежно від регіону панкек може бути тонким, як креп, або пухнастим, як північноамериканський панкейк.

#### Мексика
Мексиканські хоткейки схожі на американські панкейки. Крепи стали популярними наприкінці 19 століття після того, як їх запровадили французи десь між Першою французькою інтервенцією (1838) і Другою французькою інтервенцією в Мексиці (1861—1867). Хоткейки часто готують з кукурудзяним борошном, з додаванням або замість пшеничного борошна. Хоткейки є популярними стравами для сніданку в ресторанах по всій країні і часто продаються вуличними торговцями в містах і під час місцевих свят у містах протягом дня. Їх також продають під час ярмарків; Продавці продають один хоткейк, доповнений різними соусами, такими як згущене молоко, фруктовий джем або солодка паста з козячого молока, яка називається кайета.

#### США та Канада
Американські та канадські панкейки (іноді їх називають хоткейками, гридлкейками або флепджек (лепешка)) зазвичай подають на сніданок стопкою з двох-трьох, додавши справжнім або штучним кленовим сиропом і вершковим маслом. Їх часто подають з іншими продуктами, такими як бекон, тости, яйця або ковбаса. Інші популярні альтернативи топінги включають варення, арахісове масло, горіхи, фрукти, мед, цукрову пудру, збиті вершки, сироп з тростини, корицю і цукор, а також патоку . Крім того, коли панкейки іноді подають як десерт, часто використовуються такі топінги, як морозиво, шоколадний сироп і різні фрукти.
Густе тісто містить яйця, борошно, молоко і розпушувач, такий як пекарний порошок. У тісто можуть бути додані такі інгредієнти, як маслянка, чорниця, полуниця, банани, яблука, шоколадна стружка, сир або цукор. Також можна використовувати такі спеції, як кориця, ваніль і мускатний горіх. Для додання панкейкам відносно вологої консистенції можна використовувати йогурт. Млинці можуть бути 1 см товщини і зазвичай мають від 10 до 25 см в діаметрі.
Bannock звичайний практично для всіх перших народів Північної Америки. Європейський варіант (Шотландія) традиційно готували з вівсянки. Баннок корінних жителів Північної Америки складався з кукурудзи, горіхового борошна та борошна з цибулинних рослин. У кожному регіоні була своя варіація борошна та фруктів. Сьогодні баннок найчастіше смажать у фритюрі, на сковороді та в духовці.
Johnnycake (також jonnycake, johnny cake, journey cake або Johnny Bread) — це корж з кукурудзяного борошна, який був основною їжею ранньої Америки й досі їх їдять у Вест-Індії та на Бермудських островах. Сучасний джоннікейк стереотипно ототожнюють із сучасними стравами Род-Айленду, хоча вони є основним продуктом культури у всіх північних США. Сучасний jonnycake — це смажена кукурудзяна кашка, яку готують із жовтого або білого кукурудзяного борошна, змішаного з сіллю та гарячою водою чи молоком, і часто злегка підсолоджують.
Yaniqueques або yanikeke — це версія джонніккейка в Домініканській республіці. Це смажений хліб, а не млинці, і є популярною пляжною їжею.
Закваску використовували старателі та піонери для приготування панкейків без необхідності купувати дріжджі. Старатели брали з собою горщик із закваскою для приготування панкейків і хліба, оскільки вона могла працювати нескінченно довго, а для його поповнення потрібні були лише борошно та вода. Панкейки на заквасці зараз є особливою стравою на Алясці. Їх також можна знайти в багатьох американських ресторанах в інших країнах Америки.
Термін панкейк на срібний долар стосується панкейків приблизно 5-7 см діаметром, або трохи більше, ніж срібні доларові монети до 1979 року в Сполучених Штатах. Зазвичай їх готують, обсмажуючи маленьку ложку того ж тіста, що й будь-який інший млинець. Одна порція зазвичай складається з п'яти до десяти срібних доларових панкейків.
Німецькі панкейки або голландські дитячі панкейки, які подають в американських ресторанах панкейків, мають форму миски. Їх їдять з лимонами і цукровою пудрою, варенням або карамелізованими яблуками. Панкейки Девіда Ейра — це варіація німецького панкейка, названого на честь американського письменника та редактора Девіда В. Ейра (1912—2008).
Toutons — це невеликі високі панкейки, традиційні для Ньюфаундленду. Зазвичай їх подають з темною патокою.

### Океанія

#### Австралії та Нової Зеландії
В Австралії та Новій Зеландії їдять маленькі панкейки (близько 75 мм в діаметрі), знані як pikelets. Їх традиційно подають з джемом або збитими вершками або суто з маслом до післяобіднього чаю, але також можна подавати до ранкового чаю. Вони готуються з молока, борошна, що самопіднімається, яєць і невеликої кількості цукрової пудри.
У деяких колах Нової Зеландії дуже тонкі, схожі на крепи або англійські панкейки (близько 20 см у діаметрі) подають з маслом, або маслом і лимоном, цукром, а потім згортають і їдять.
Також популярні панкейки в американському стилі. Їх їдять на сніданок або як десерт, з лимонним соком і цукром, маслом і кленовим сиропом, тушкованими фруктами, такими як полуниця і вершки, морозивом або маскарпоне.

### Південна Америка

#### Бразилія
Тапіока (Tapioca) (португальська вимова: [tɐpiˈɔkɐ]), beiju ( [bejˈʒu]) або biju ([biˈʒu]) є бездріжджові млинці з крохмального борошна маніоки. Вони трохи товщі, ніж крепи, і їх можна їсти звичайними або з солодкими чи солоними начинками. Борошно тапіоки необхідно зволожити і процідити через сито, щоб воно стало борошном грубого помелу. Тепло не змащеної гарячого гридля або сковороди змушує крохмалисті зерна зливатися в корж, яка нагадує зернистий млинець. Популярні топінги до тапіоки включають розтоплене вершкове масло і сушений подрібнений кокос.
Panquecas ( [pɐ̃ˈkɛkɐs]) зазвичай готуються з коров'ячого молока та очищеного пшеничного борошна, і зазвичай їдять із солоними начинками у вигляді трубочок (хоча також існують десертні panquecas). Для хворих на целіакію кукурудзяний крохмаль може замінити пшеничне борошно. Звичайні начинки включають подрібнену, приправлену курячу грудку з томатною пастою/соусом і яловичий фарш, приправлений смаженою цибулею або смаженим солоним роздавленим часником, і часто кубики солодкого перцю і томатну пасту/соус. Обидва види зазвичай посипаються сиром пармезан. Існують також веганські рецепти з текстурованим соєвим білком (carne de soja, [ˈkaʁni dʒi ˈsɔʒɐ]) користуються особливою популярністю. Несолодку panquecas зазвичай їдять на обід або вечерю, супроводжуючи білим рисом і салатом, рідше бобовими (бразильська кухня особливо славиться квасолею).
Екзотичний бразильський млинець blinis ([bɫiˈnis]) виготовляється із суміші кокосового молока (leite de coco, [ˈlejtʃi dʒi ˈkoku]) і puba ([ˈpuβɐ]), паста, отримана з ферментованої маніоки, найбільш поширена в кухнях північних і північно -східних регіонів і відносно невідома в інших місцях. Отриманий продукт значно більш водянистий, ситний і яскравіший, ніж неферментована тапіока, і за бажанням слід бути обережними з розкачуванням млинців, оскільки вони дуже легко ламаються. Звичайні начинки включають розтоплене вершкове масло та поширені види несолодкої panqueca начинка, але можуть виникнути креативні рецепти, наприклад, підроблена лазанья.

#### Колумбія та Венесуела
Качапас (Cachapas) — це кукурудзяні млинці, популярні у венесуельській кухні.
У Колумбії подібним до качапас є «арепа де чокло» (arepa de choclo) (арепа з солодкої кукурудзи).

## Мережі ресторанів
У США, Мексиці та Канаді франчайзингова мережа ресторанів International House of Pancakes (IHOP) подає панкейки цілий день. Original Pancake House — це ще одна мережа закладів панкейків у США, а Walker Brothers — це серія закладів панкейків у районі Чикаго, що розвинулась як франчайзинговий допоміжний продукт The Original Pancake House.

## Синдром
Синдром панкейків — це алергічна реакція, яка виникає у деяких людей після вживання панкейків у тропічних регіонах, де певні кліщі можуть забруднити борошно в панкейках.

## Присвячений День
Панкейки традиційно їдять у Масний вівторок, який у Канаді, Великій Британії, Ірландії, Новій Зеландії та Австралії знаний як «Панкейк день», а в Ірландії та Шотландії — «Панкейк вівторок» (Масний вівторок перед Великим постом більш відомий у Сполучених Штатах, Франції та інших країнах як Марді Гра або Жирний вівторок). Історично та панйкеки готували на Колодій(Запусти), щоб перед Великим постом витрачався останній жир або сало. Під час Великого посту не можна вживати м'ясні продукти.

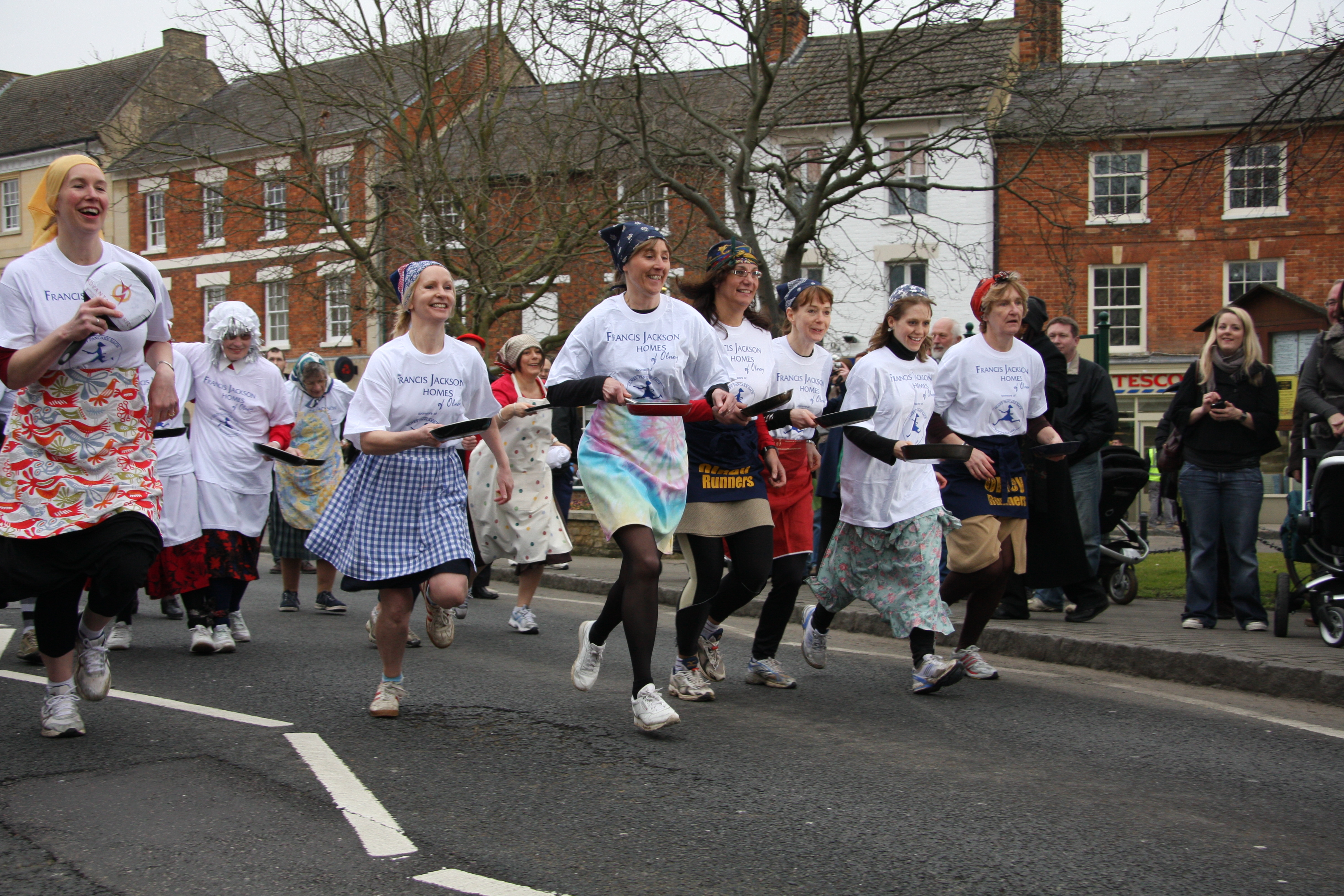
Панкейк перегони в Олні, Англія

На Панкейк День організовуються благодійні та шкільні заходи: у «Панкейк перегони» кожен учасник несе млинець на сковороді. Усі бігуни повинні кидати свої млинці під час бігу та ловити їх на сковороді. Вважається, що ця подія виникла в Олні, Англія в 1445 році, коли домогосподарка все ще була зайнята смаженням млинців перед Великим постом, коли вона почула, як дзвони церкви Святих Петра і Павла кличуть її на Службу Святого Господа. Прагнучи потрапити до церкви, вона вибігла зі свого будинку, все ще тримаючи сковороду разом із млинцем, кидала його, щоб він не підгорів, і все ще була вдягнута у фартух і хустку. Кожного Масного вівторка, починаючи з 1950 року, міста Олні і Ліберал, штат Канзас, змагалися в Міжнародній Панкейк Перегонах. Змагатися можуть лише місцеві жінки; вони змагаються, і їх час порівнюється, щоб визначити міжнародного переможця. В Олні основний жіночий забіг доповнюють забіги для місцевих школярів і чоловіків.
Парламентські Панкейк Перегони Rehab UK у Великобританії проводяться кожного Масного вівторка, за участю команд з нижньої палати Британії (Палати Громад), верхньої палати (Палати Лордів) і четвертої влади, які змагаються за звання Чемпіонів Парламентських Перегонів Панкейків . Весела естафета спрямована на підвищення обізнаності про роботу національної благодійної організації з травм головного мозку, Rehab UK та потреби людей із набутою черепно-мозковою травмою.

## Галерея

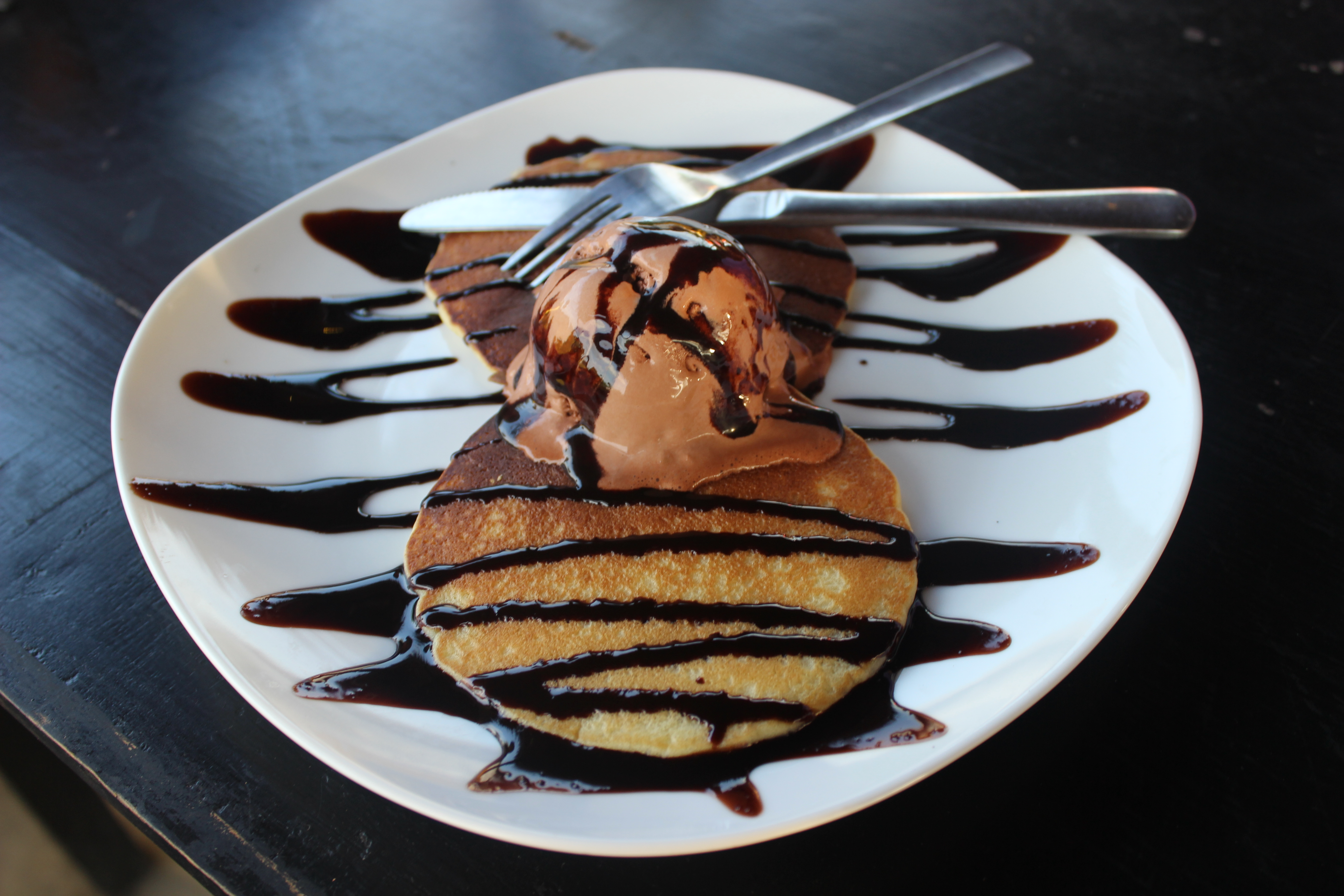
Американські панкейки з чорничним соусом
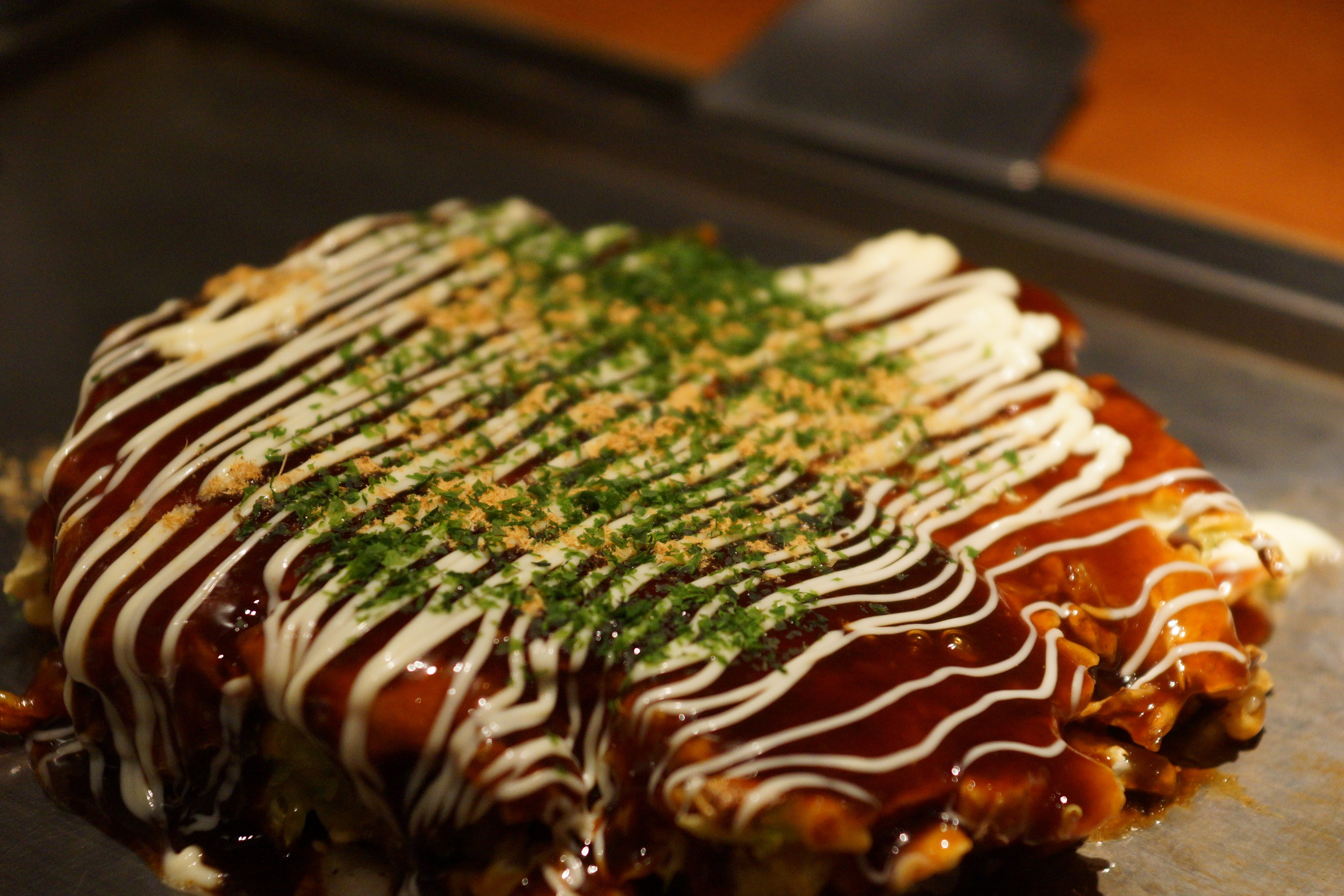
Японський окономіякі, несолодкий панкейк, що містить різноманітні інгредієнти
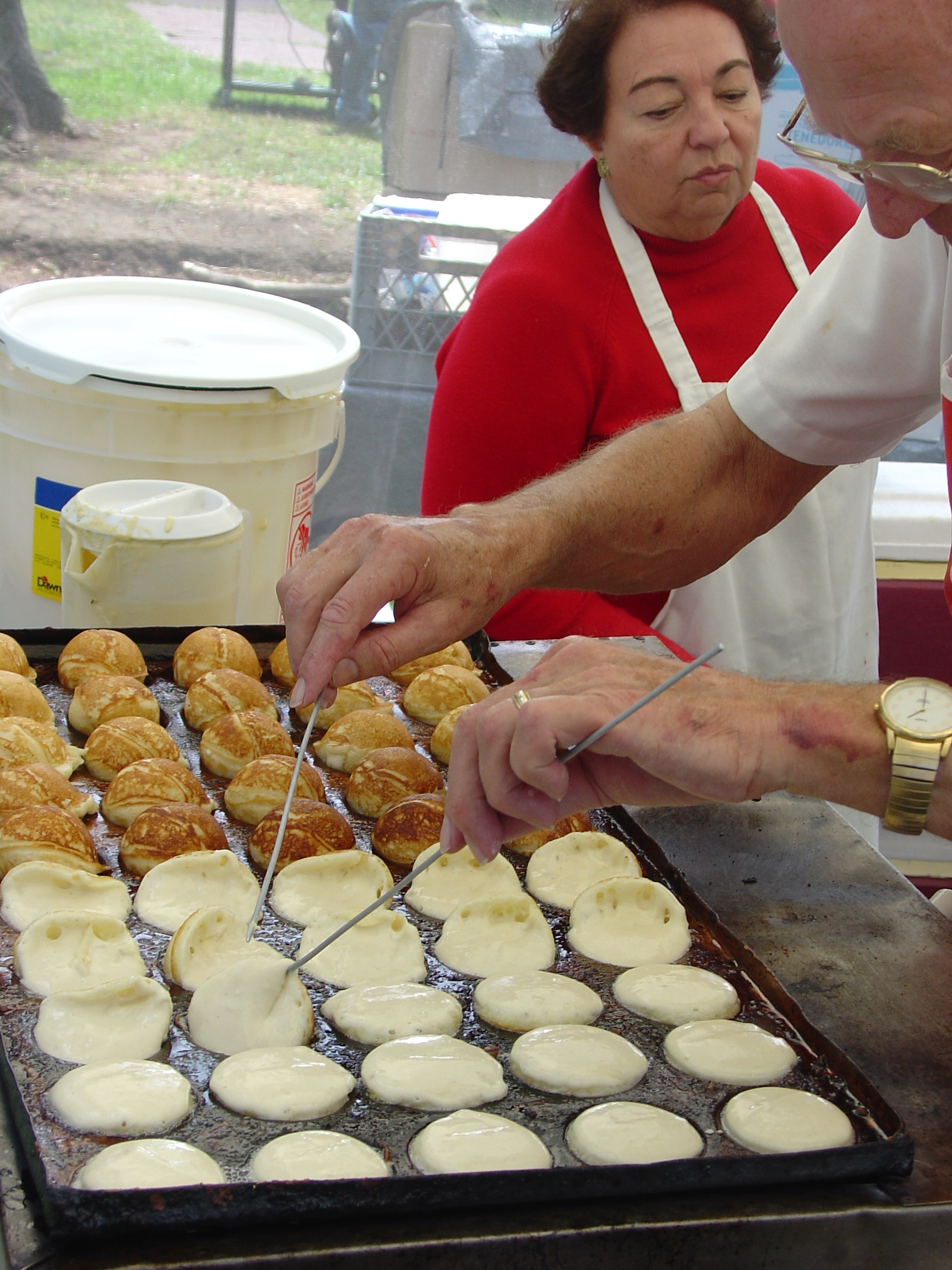
Готується данський еблесківер
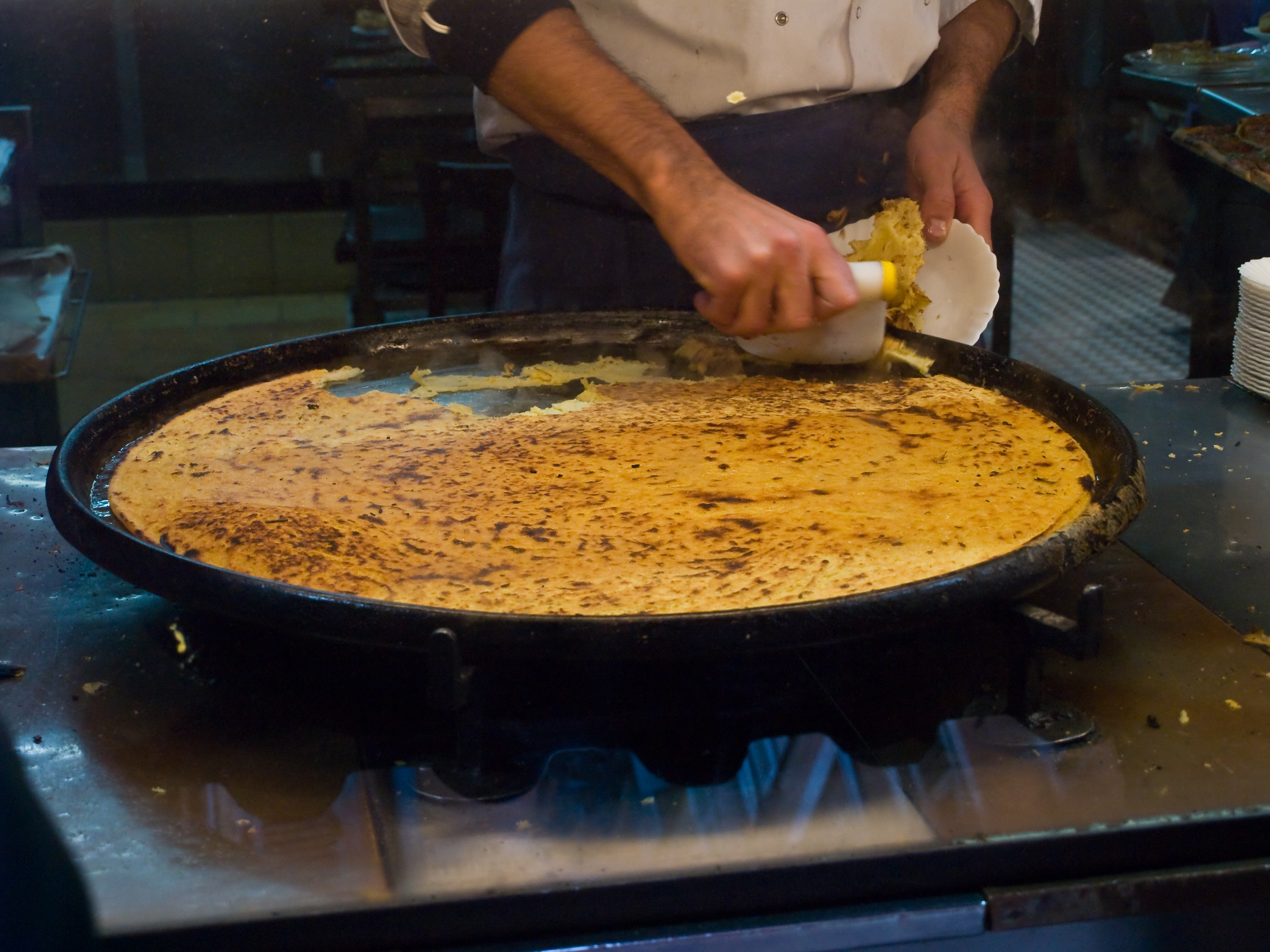
Французька сока щойно виходить з печі, в старому місті Ніцци, на Французькій Рив'єрі
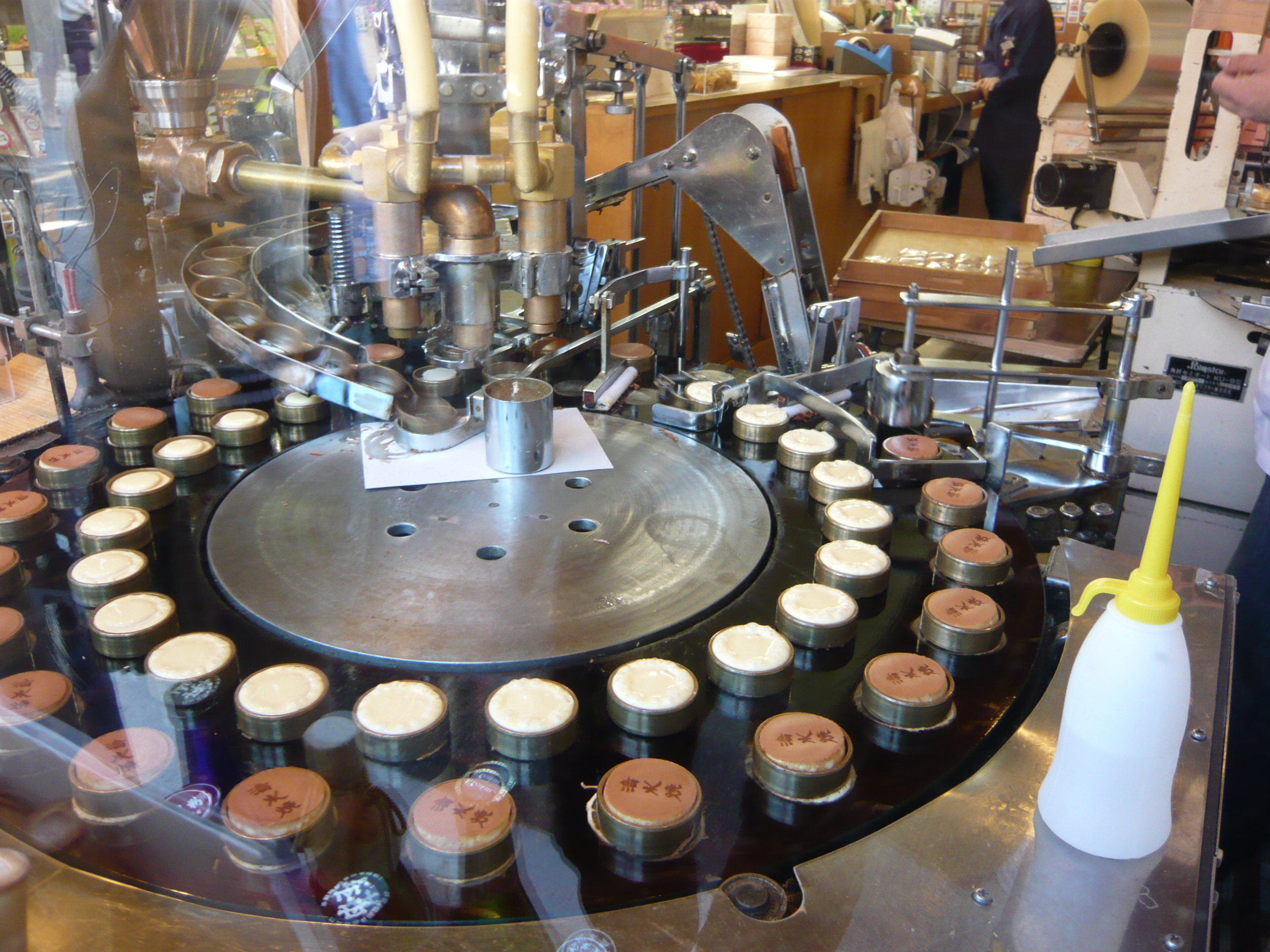
Автоматична машина для панкейків
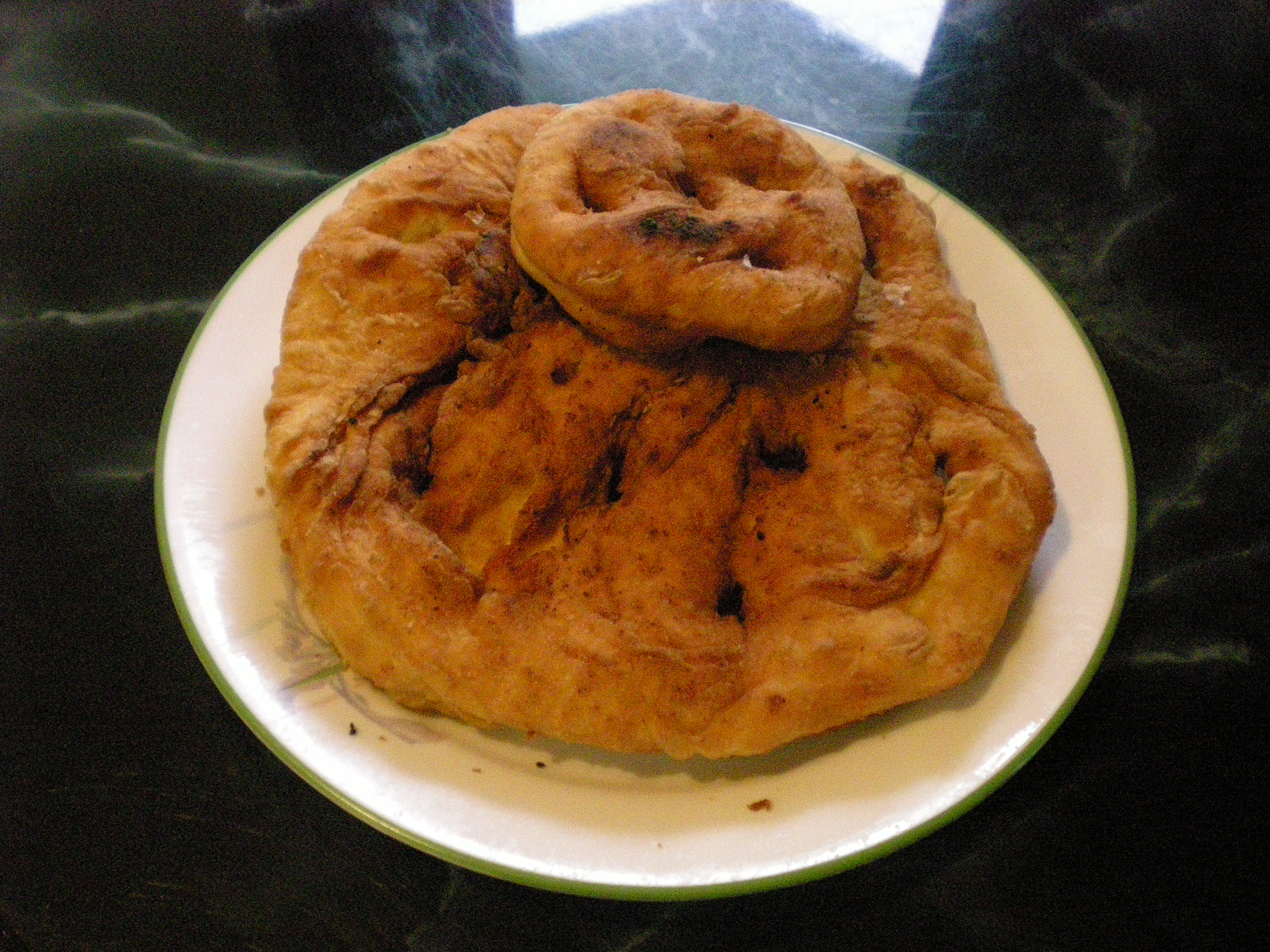
Інуїтський баннок
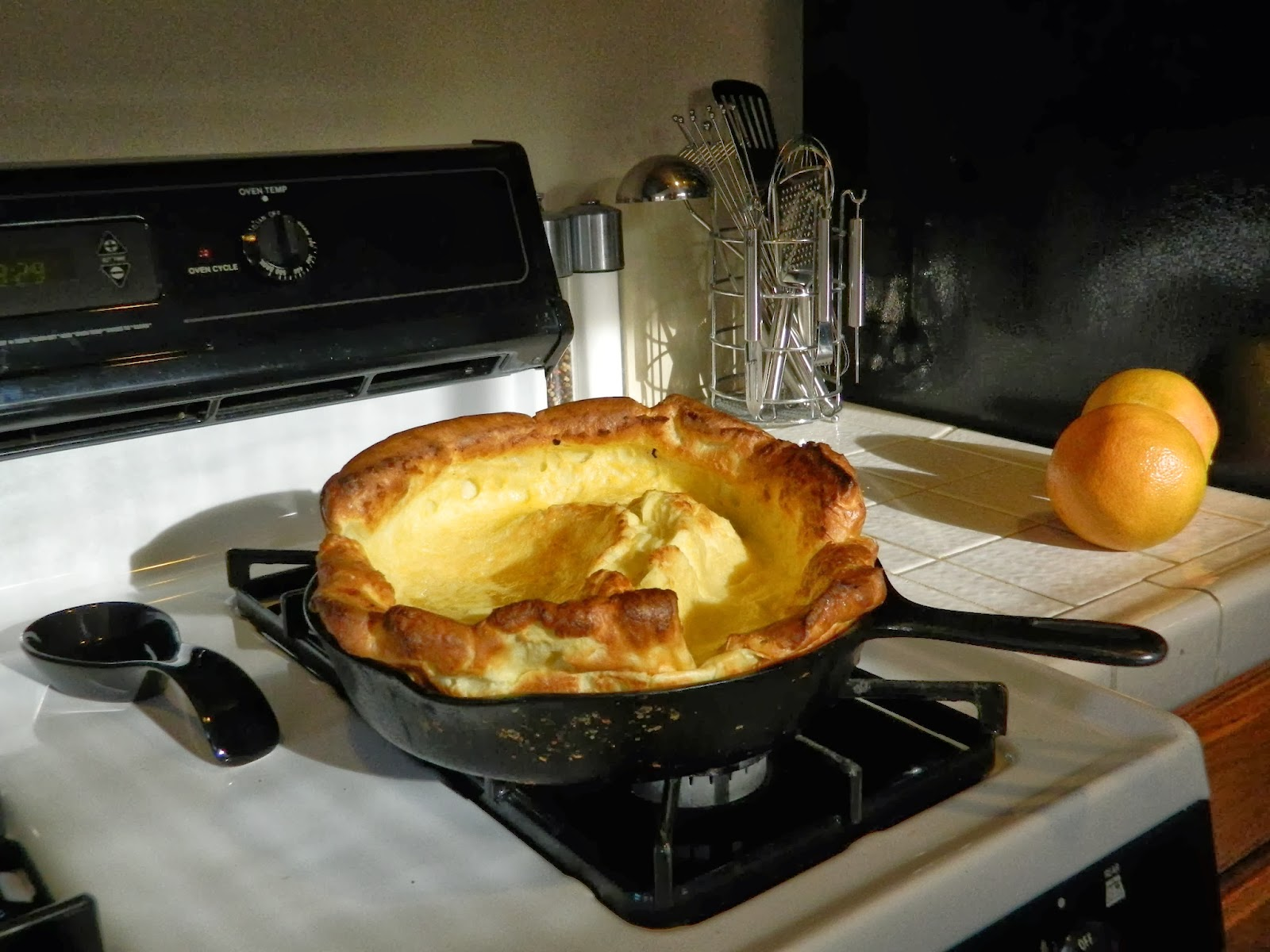
Голландський дитячий панкейк
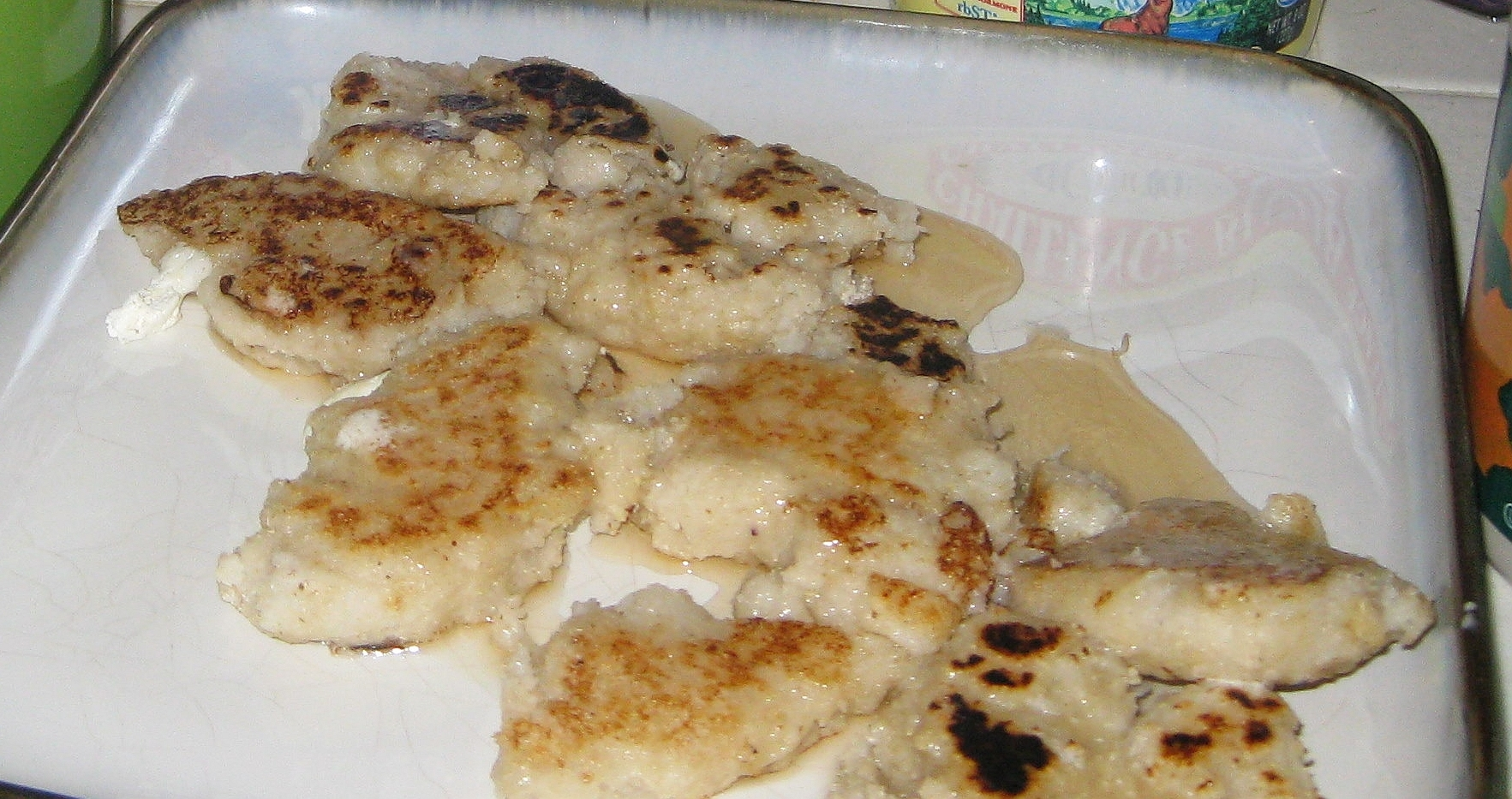
Джоннікейк
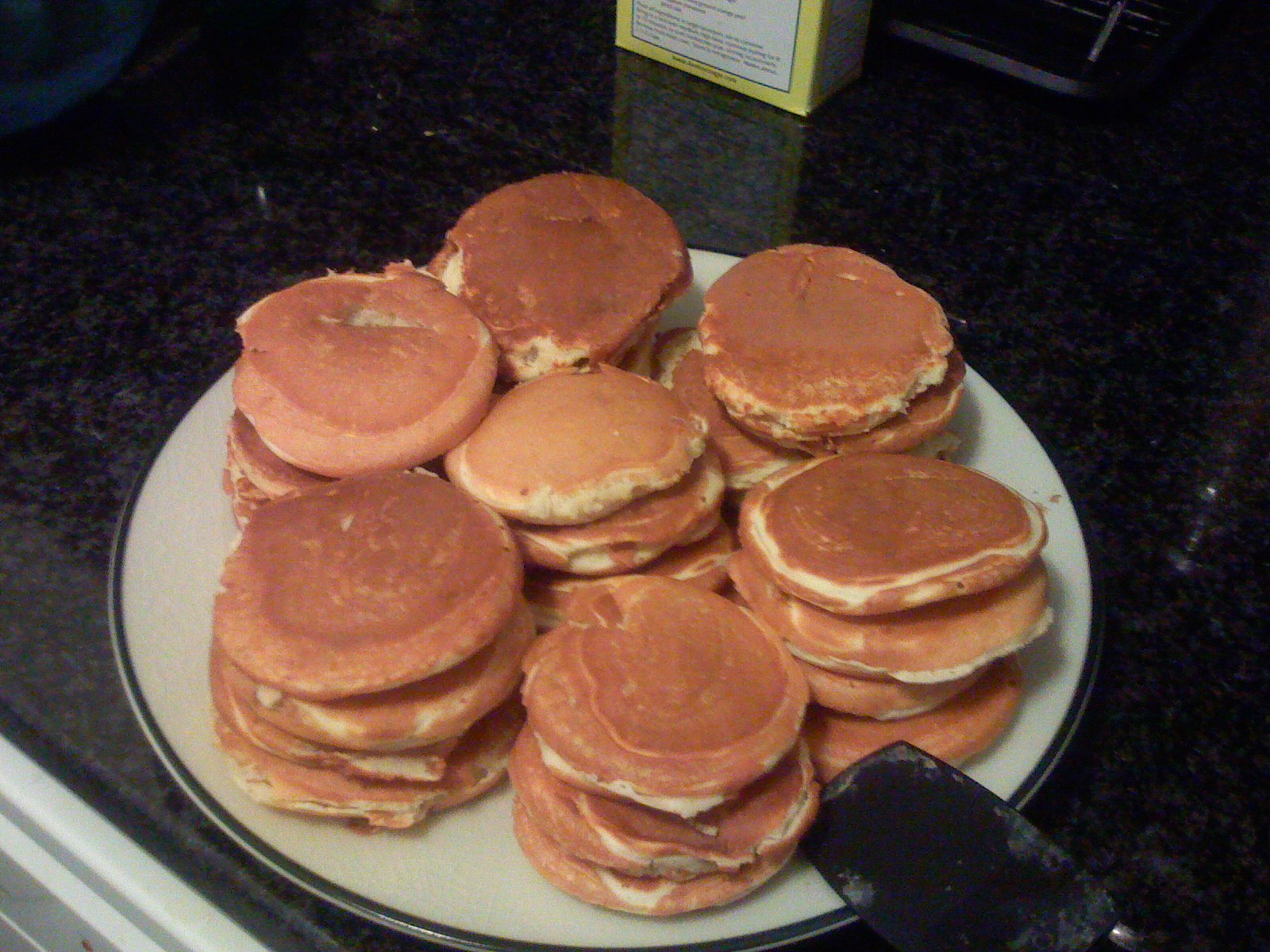
Панкейки «срібний долар».
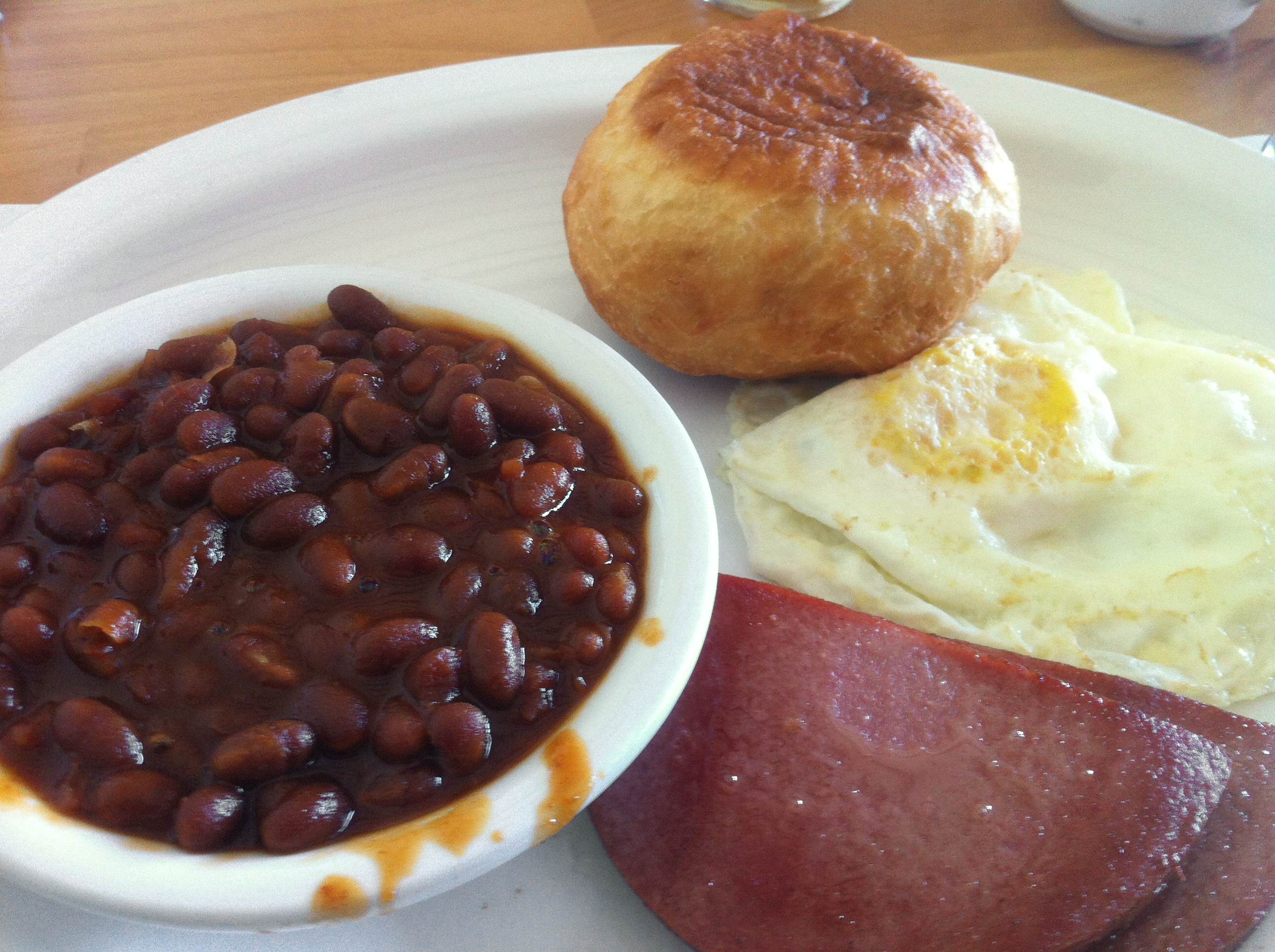
Тотон (угорі справа) з іншими стравами для сніданку
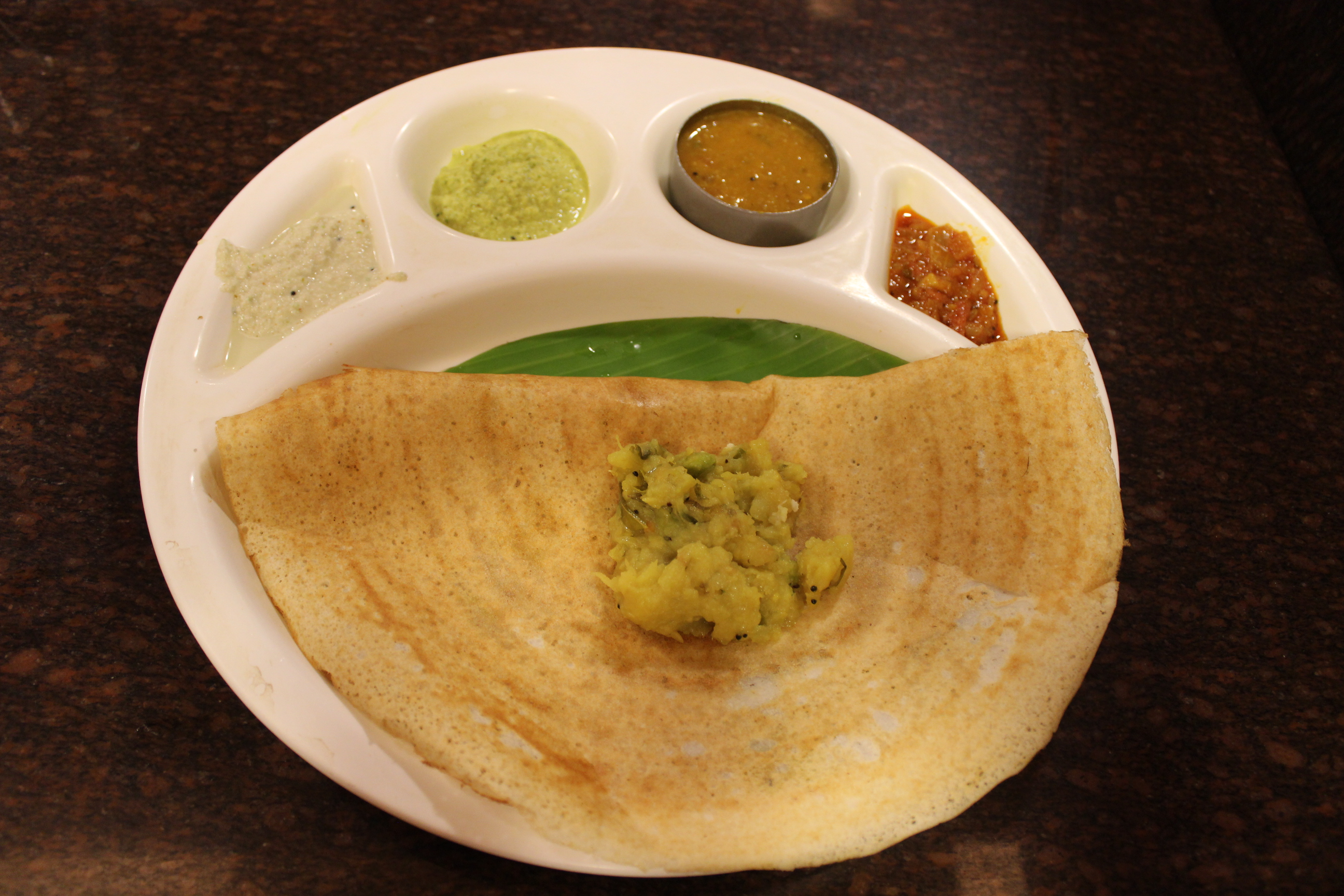
Доса
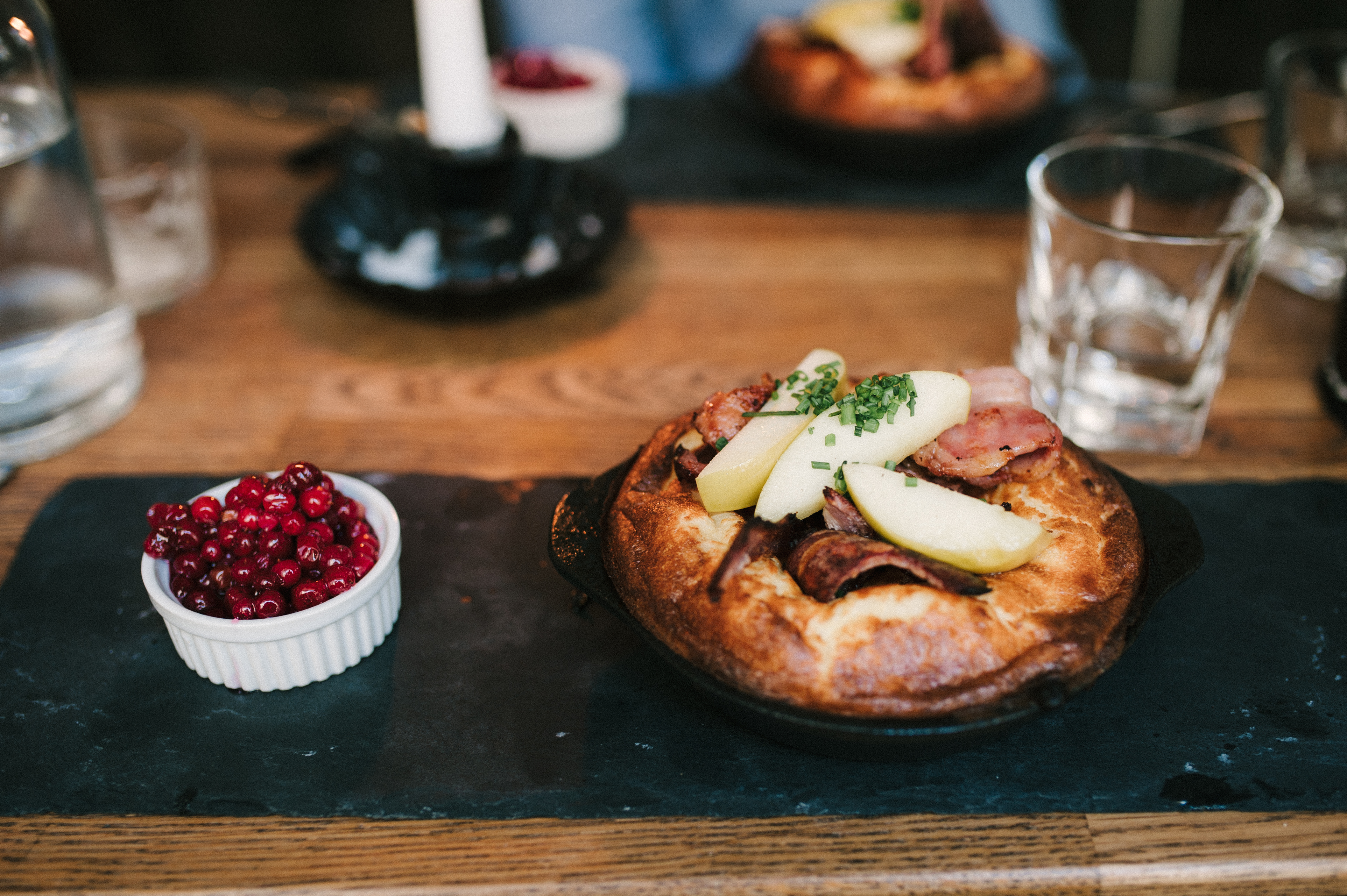
Шведська еггакака зі шматочками свинячої почеревини, яблуками та мискою брусниці
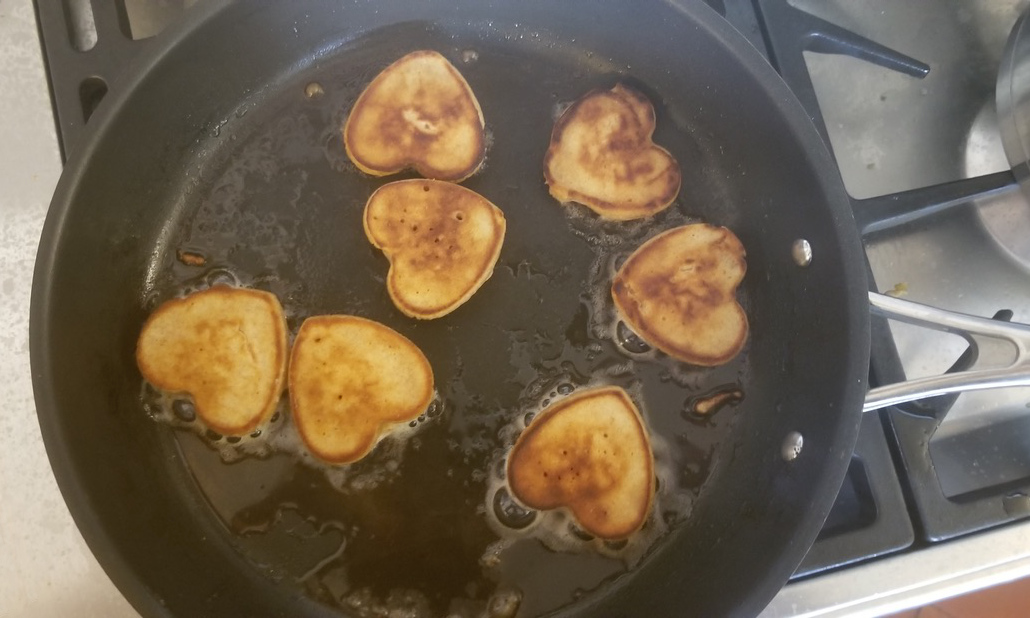
Панкейки у формі серця на сковороді
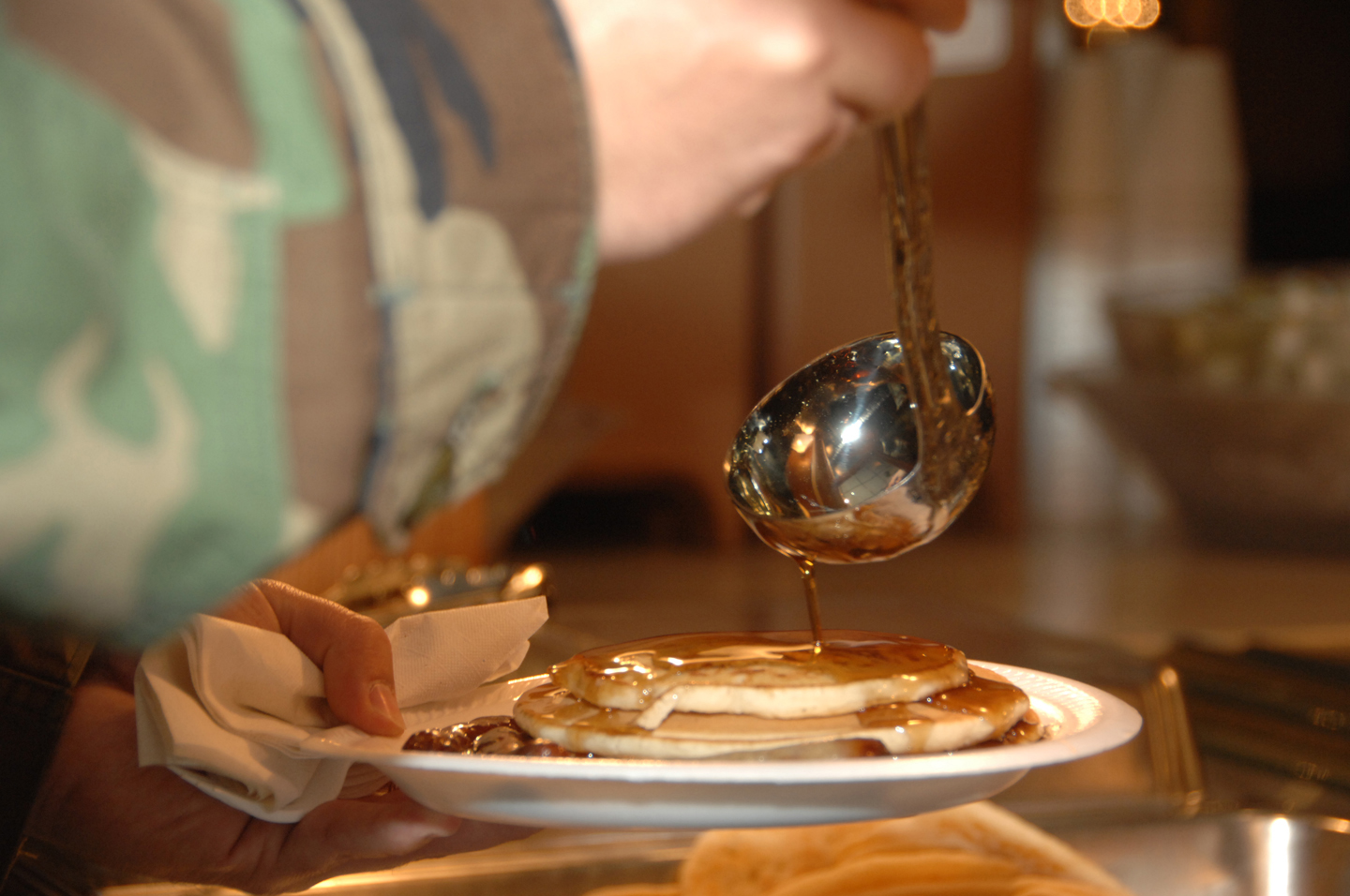
Панкейки та сироп на заході подачі панкейків